# Mariage dans les romans de Jane Austen
Vous lisez un « article de qualité » labellisé en 2011.  Il fait partie d'un « thème de qualité ».

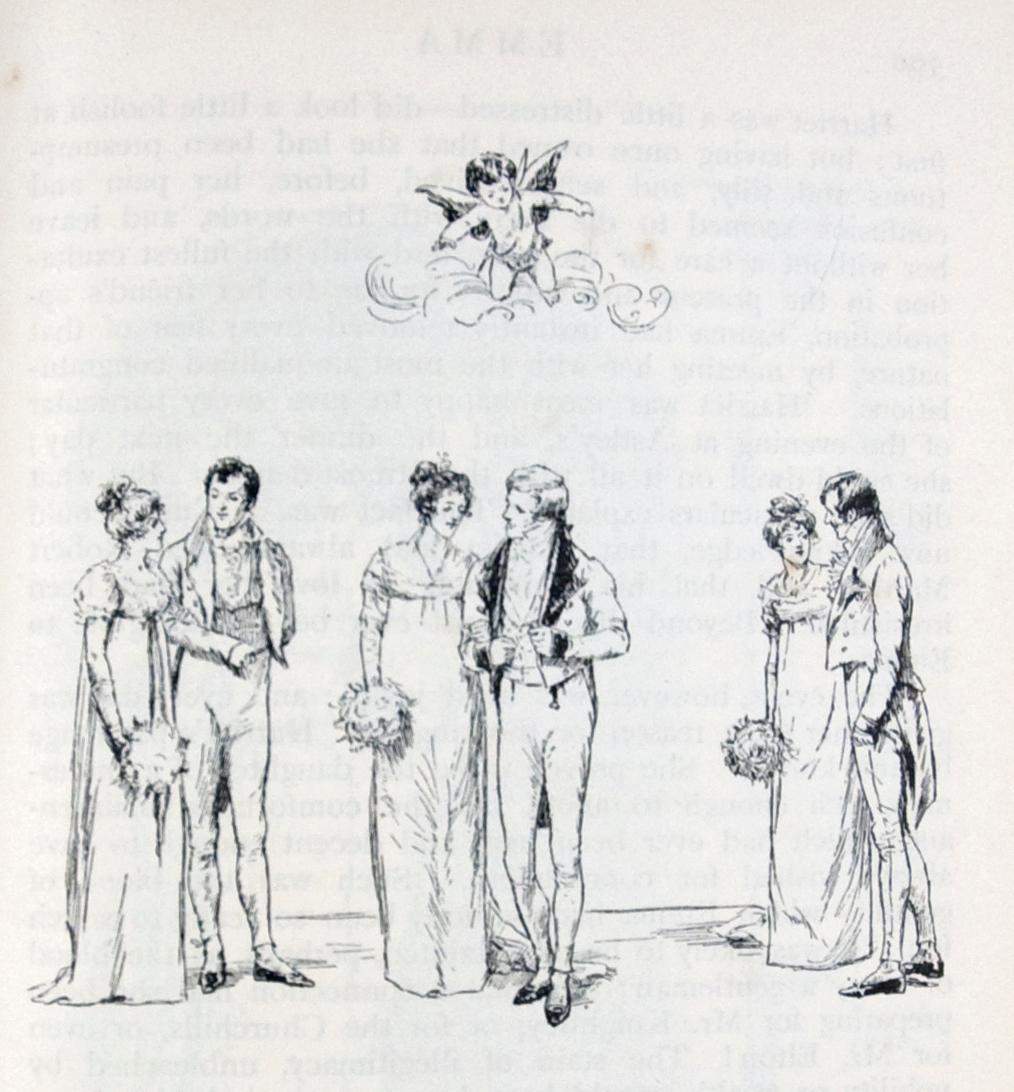
Trois mariages concluent Emma : Jane Fairfax et Frank Churchill, Emma Woodhouse et Mr Knightley, Harriet Smith et Robert Martin (Chris Hammond, 1898).

Le mariage, thème central d'Orgueil et Préjugés,  est un thème majeur dans tous les autres romans de Jane Austen. Présentant une vision critique des mariages de convenance, pourtant la norme à son époque, et même satirique des mariages d'argent, elle offre à ses personnages principaux un  mariage d'amour, conclusion habituelle des contes, des romans sentimentaux du XVIIIe siècle et des comédies de mœurs. Mais chez elle l'amour est « raisonnable », estime plus que passion amoureuse, et, s'il passe toujours avant l'argent, sentiments et situation financière s'équilibrent harmonieusement.
En développant ce thème, Jane Austen reste ancrée dans la réalité de son temps et participe à sa manière aux vifs débats que suscite alors le sujet tant chez les écrivains conservateurs, comme Hannah More, Jane West, Hugh Blair ou James Fordyce, que chez les tenants de l'émancipation féminine, comme Mary Hays ou Mary Wollstonecraft. Dans la société georgienne, socialement figée, la femme a une situation précaire : non reconnue comme sujet indépendant par le droit coutumier, elle est généralement soumise à une autorité masculine (père, frère, mari), et financièrement dépendante d'elle. À moins d'avoir une position élevée et une fortune personnelle conséquente, elle est socialement dévalorisée quand elle reste fille, le statut de femme mariée étant toujours supérieur à celui de célibataire. Elle peut  être légalement lésée, le patrimoine étant pratiquement toujours transmis à un héritier mâle. Pour la plupart, un « bon » mariage est donc la seule manière d'obtenir ou de garder une place honorable dans la société et d'être à l'abri de difficultés financières. Aussi les jeunes filles sont-elles incitées à « chasser le mari » en se faisant valoir sur  le « marché du mariage » par leur beauté et leurs accomplishments, mais à se montrer prudentes sur le statut et l'assise financière de l'homme qui demandera leur main.
Sans aller jusqu'à critiquer ouvertement la situation injuste faite aux femmes, Jane Austen développe donc une philosophie personnelle du « bon » mariage et des conditions qui le permettent. Observatrice attentive de son époque, et elle-même dans la situation financière médiocre (penniless) de la plupart de ses héroïnes, elle offre au lecteur un miroir des comportements de sa classe sociale en mettant en scène de nombreux personnages secondaires mariés dont l'union est jugée d'un point de vue féminin, comme si elle avait voulu présenter tous les cas de figure qui s'offrent à une jeune fille en âge de se marier et les hiérarchiser : les mariages fondés uniquement sur la passion amoureuse n'y sont pas heureux, ceux de convenance, surtout lorsqu'ils ne sont fondés que sur des considérations mercantiles, ne sont pas beaucoup plus satisfaisants. Elle réfute aussi deux idées reçues sur l'amour dans la littérature romanesque : l'idéal du coup de foudre et l'impossibilité d'aimer plusieurs fois. Au fur et à mesure que se développe l'intrigue, l'héroïne s'engage dans la démarche vers ce qui sera pour elle, au dénouement, le mariage idéal : une union fondée sur l'affection et le respect mutuels, un attachement profond mais rationnel, sentimentalement et intellectuellement équilibré mais économiquement viable, avec un homme qui présente avec elle une affinité de pensées et de goûts, et qu'elle aura eu le temps d'apprendre à connaître et à apprécier, indépendamment de leur origine sociale et de leur situation financière.

## Importance sociale du mariage pour une femme
« Single women have a dreadful propensity for being poor, which is one very strong argument in favour of matrimony. »
(« Les femmes célibataires ont une épouvantable propension à être pauvres, ce qui est un argument très sérieux en faveur du mariage »).

### Un célibat féminin déconsidéré

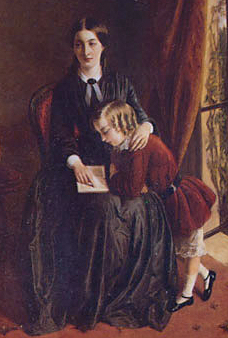
Être gouvernante est le seul métier honorable pour une jeune femme pauvre et bien éduquée.

Dans tous ses romans Jane Austen souligne l'alternative délicate des femmes de sa classe sociale, la petite gentry : se marier ou rester dépendante de sa famille. Le mariage est en effet la façon normale, presque la seule, de se libérer de la tutelle parentale, car la femme, dans le droit anglais n'est pas reconnue comme sujet indépendant. Elle est rattachée par la loi à son époux lorsqu'elle est mariée et lorsqu'elle ne l'est pas, c'est la famille (son père, en général) qui gère ses intérêts. Mais, en cette époque où, du fait de la situation politique, le nombre de femmes dépasse très largement celui des hommes, les partis « acceptables » sont peu nombreux et se trouver un mari est une préoccupation qui devient facilement obsessionnelle. Par ailleurs, comme la valeur d'une femme est fonction de sa « mariabilité » (Marriageability is the primary criterion of female value), rester vieille fille (spinster) est généralement considéré comme un sort peu enviable : d'une part, et d'abord, pour la fille, surtout si elle n'a ni frère ni père pour l'entretenir, comme le montre la situation à la limite de la misère de Miss Bates dans Emma ; mais aussi pour la famille qui la garde à charge. Dans Orgueil et Préjugés, la narratrice évoque le soulagement des frères de Charlotte Lucas à l'idée qu'ils n'auront pas à assurer sa subsistance à l'avenir, ce qui aurait été le cas si elle était restée célibataire : « the boys were relieved from their apprehension of Charlotte's dying an old maid ». Le mariage est donc le moyen, pour une femme de la gentry, d'assurer son bien être matériel.
La précarité de la situation d'une célibataire, comme celle d'une veuve, est une réalité à l'époque. À la mort de son père, ses ressources sont drastiquement diminuées. Elle n'a aucun moyen de gagner sa vie, sauf à devenir institutrice ou gouvernante, si elle a les connaissances requises, comme Jane Fairfax, par exemple, mais c'est une situation subalterne, à peine supérieure à celle d'une servante, difficile à supporter pour une femme de la classe moyenne. Tout autre métier rémunéré est considéré comme encore plus dégradant. Elle peut éventuellement être choisie comme demoiselle ou dame de compagnie, ce qui est un temps la position de Fanny Price auprès de sa tante Lady Bertram, ou encore celle de Mrs Clay auprès d'Elizabeth Elliot. Elle peut tenir le ménage d'un frère encore célibataire, mais s'il se marie, elle court le risque d'être maltraitée ou même chassée de la maison par une méchante belle-sœur. C'est plus ou moins le sort de Mrs Dashwood et de ses filles, poussées à quitter le confort et l'aisance de Norland pour une existence médiocre dans un cottage. Le manque d'argent, l'impossibilité de voyager, le nombre réduit de voisins « fréquentables » réduisent cependant singulièrement les chances de trouver un mari.

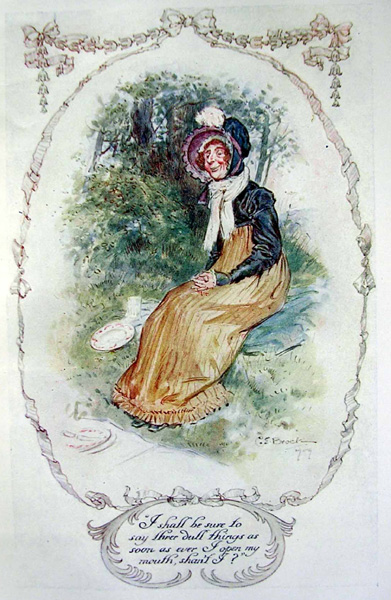
Une vieille fille pauvre comme Miss Bates court le risque d'être ridicule et désagréable (C.E. Brock, 1909).

Le statut social des femmes est tellement assujetti au mariage que, lorsqu'elles obtiendront le droit de voter aux élections législatives de 1918, on proposera d'exclure les vieilles filles, parce qu'elles « ont échoué à plaire à un compagnon ou en attirer un » (they had failed « to please or attract » mates).
Le statut de célibataire est donc inférieur à celui d'une femme mariée, comme le fait remarquer Lydia (16 ans), fraîchement mariée à Wickham, en se plaçant à la droite de sa mère, place habituelle de sa sœur aînée, Miss Bennet (23 ans), avec un mélange d'ostentation et d'inquiétude (anxious parade) : « Ah, Jane ! Je prends ta place maintenant, et tu dois me la céder (littéralement : rétrograder), car je suis mariée ! » (« Ah, Jane, I take your place now, and you must go lower, because I am a married woman ! »). De même, à la fin de Persuasion, Mary Musgrove, quoique « honorée d'avoir une sœur mariée, […] risquait peut-être de souffrir, quand elles se rencontreraient, de voir Anne rétablie dans les droits liées à son âge ».
Emma Woodhouse est la seule héroïne austenienne à pouvoir envisager sereinement la possibilité de rester fille, car elle n'a pas besoin de se marier pour renforcer son statut social : elle est riche, indépendante, considérée à Highbury, son père la laisse libre de diriger sa maison (Hartfield) à sa convenance. Elle n'a nulle envie d'aliéner sa liberté à l'autorité d'un mari, comme elle l'affirme à la jeune et naïve Harriet Smith, l'assurant qu'une célibataire pauvre (comme Miss Bates) court le risque d'être une vieille fille ridicule et désagréable, mais qu'une célibataire riche (comme elle) est toujours respectable et peut être aussi intelligente et aimable que n'importe qui : « A single woman, with a very narrow income, must be a ridiculous, disagreeable, old maid! […] but a single woman, of good fortune, is always respectable, and may be as sensible and pleasant as anybody else ». C'est la sotte vanité de Mrs Elton, l'épouse du pasteur à qui elle doit céder la préséance (puisqu'elle est mariée), qui commence à la faire changer d'avis. « C'était presque assez pour lui mettre en tête de se marier », précise la narratrice : « It was almost enough to make her think of marrying ».
Ainsi, du point de vue social, les deux thèmes du mariage et de l'argent s'entrecroisent inextricablement : si une femme n'a pas de fortune personnelle, il est impératif pour elle de se faire épouser par un homme ayant des revenus confortables. Dans tous ses romans, Jane Austen présente le cheminement psychologique de ses héroïnes pour résoudre ce problème de façon acceptable pour leur bonheur et leur épanouissement personnel, avec, en arrière-plan, un éclairage réaliste sur la vie conjugale de nombreux personnages secondaires.

### Le mariage, source de sécurité financière
Le mariage d'argent est ainsi une norme sociale parfaitement admise, bien que des femmes de lettres aussi différentes que Mary Wollstonecraft, dans A Vindication of the Rights of Woman, en 1792, ou Jane West, dans Letters to a Young Lady, en 1801, l'assimilent à une sorte de « prostitution légale », et qu'il puisse être aujourd'hui traité de mercantile : dans Orgueil et Préjugés, seule Elizabeth Bennet est choquée de voir son amie Charlotte Lucas ne pas partager sa conception idéaliste du mariage et accepter de lier sa vie au sot et insupportable Collins.  
Mrs Bennet ne s'intéresse d'ailleurs qu'à l'aspect pécuniaire du mariage de ses deux aînées, comme, sans doute, elle a été avant tout séduite, lors de son propre mariage, par les 2 000 £ du domaine de Mr Bennet : pour elle, le bonheur conjugal se mesure exclusivement en termes financiers et en signes visibles de réussite sociale ; aussi réduit-elle le mariage d'Elizabeth aux seuls avantages matériels qu'il permet : une bourse personnelle bien remplie (pin-money), des bijoux, des équipages, une résidence londonienne, bref, selon elle, « tout ce qu'il y a de plus agréable ! ».
En effet, pour la plupart des gens, un « bon » mariage est avant tout un mariage financièrement conséquent : dans Sense and Sensibility, Willoughby a besoin des 50 000 £ de Miss Grey (soit 2 500 £ par an à 5 %) pour continuer à mener le même train de vie dispendieux ; dans Mansfield Park, Maria Bertram est séduite par les 12 000 £ annuelles et l'hôtel particulier londonien de John Rushword ; le général Tilney, riche propriétaire de l'abbaye de Northanger, incite vivement son fils cadet Henry  à courtiser Catherine Morland tant qu'il la croit une riche héritière.
Un « bon » mariage permet en outre d'élargir l'assise financière et sociale d'une famille. C'est pour augmenter le pouvoir et renforcer les liens ancestraux de leurs deux familles que Lady Catherine de Bourgh souhaite unir sa fille et son neveu Darcy, tandis que Miss Bingley rêve de voir son frère épouser Georgiana Darcy, ce qui consoliderait la récente promotion sociale des Bingley et lui donnerait à elle-même plus de chances de séduire le riche propriétaire de Pemberley.
John Dashwood, pour sa part, aurait bien vu sa demi-sœur Elinor épouser le colonel Brandon, dont il apprécie en connaisseur les revenus et le domaine ; aussi, une fois celle-ci mariée à Edward Ferrars, lui exprime-t-il son « désappointement » de voir échapper à la famille la plus belle futaie du Dorsetshire, celle de Delaford Hanger, s'exclamant « I have not seen such timber any where in Dorsetshire, as there is now standing in Delaford Hanger », et lui suggérant que, peut-être, elle pourrait « donner sa chance » à Marianne... 
Sir Thomas exile Fanny, sa nièce rétive, à Portsmouth, espérant que quelques mois loin du confort et du raffinement auxquels elle est habituée chez lui (a little abstinence from the elegancies and luxuries of Mansfield Park...) « la pousseront à mieux reconnaître la valeur » de l'offre de Henry Crawford : « un foyer définitivement assuré et de confort égal » (...incline her to a juster estimate of the value of that home of greater permanence, and equal comfort, of which she had the offer.). À ses yeux, c'est un beau parti (4 000 £ de revenus) et une chance inespérée pour sa nièce.
Le seuil financier qui distingue un bon mauvais parti d'un bon mariage est cependant très variable selon les personnages : dans Sense and Sensibility, la discussion entre Elinor et Marianne Dashwood sur leurs attentes respectives est éclairante : Marianne, qui attend du mariage (qu'elle envisage à ce moment-là avec Willoughby) une certaine aisance, estime le « juste nécessaire » (mere competence) entre 1 800 £ et 2 000 £ par an, alors que pour la prudente Elinor 1 000 £ seraient une « richesse » (wealth). C'est ce que leur apportera finalement leur mariage respectif : Elinor et Edward Ferrars  vivront dans la cure de Delaford avec un peu plus de 600 £, et Marianne, mariée au colonel Brandon, profitera des 2 000 £ du domaine. La folle Lydia Bennet, pour qui le bonheur dans le mariage consiste simplement à être unie à l'homme dont elle s'est entichée, est bien la seule qui ne se soucie pas des revenus disponibles de son futur ménage. Aucune autre ne se marie sans au moins un confortable minimum vital.

### Le mariage comme moyen d'assurer son assise sociale

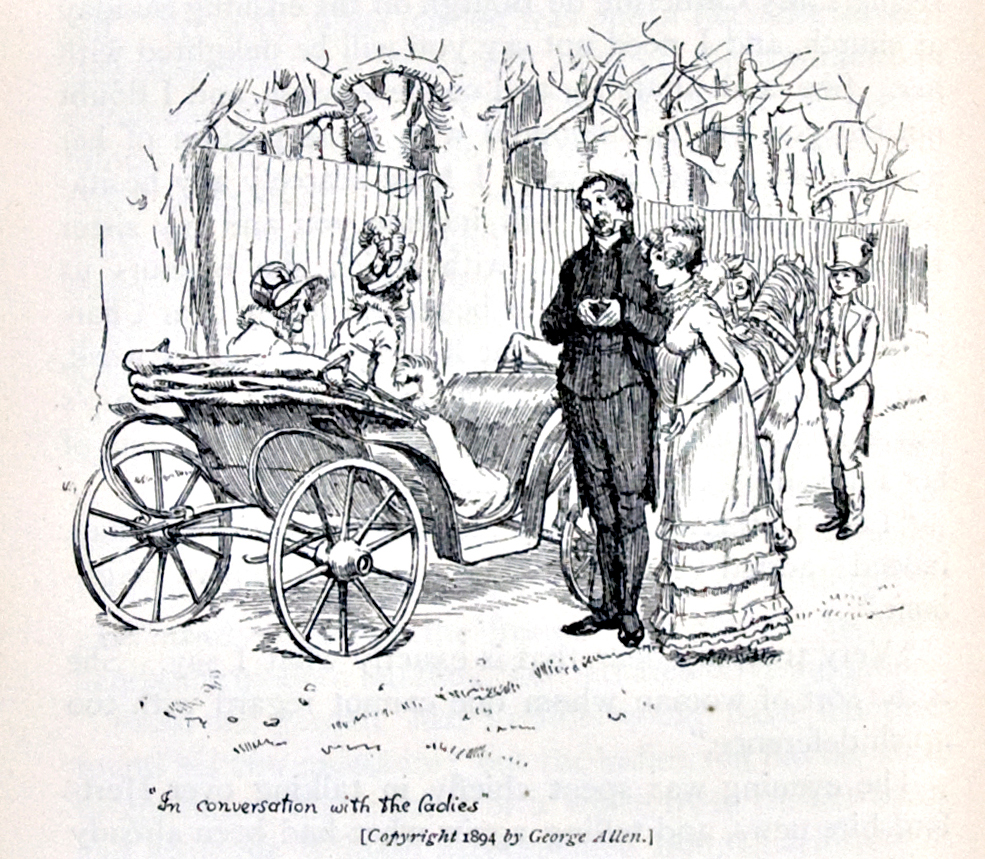
Charlotte Lucas a pris adroitement la mesure de la situation sociale de son mari à l'ombre de Rosings Park (Hugh Thomson, 1894).

Le statut social d'une femme en Angleterre à l'époque est entièrement déterminé par celui de son père avant son mariage, puis celui de son mari, après.
Cet état de fait est particulièrement visible dans Mansfield Park où Jane Austen montre la divergence des parcours à la seconde génération, lorsque des sœurs se sont mariées dans des sphères sociales très différentes : Fanny Price, dont la mère a fait un mariage d'amour avec un Lieutenant of Marines sans avenir, est une cousine pauvre élevée par charité dans la famille de son oncle le riche Sir Thomas, qui ne doit jamais oublier « qu'elle n'est pas une Bertram ». C'est seulement la faillite morale de ses filles qui pousse Sir Thomas à apprécier pleinement la conduite de Fanny et, la considérant finalement comme « la fille qu'il souhaitait », à approuver son mariage avec son fils cadet Edmund. Auparavant il s'était montré très favorable au choix fait par sa fille aînée d'un sot jeune homme très riche, descendant d'une vieille famille, les Rushworth, donc susceptible de consolider sa position dans la région et au parlement. Dans Emma, si Franck Churchill ne déroge pas en épousant Jane Fairfax, pauvre, mais fille d'un officier mort au champ d'honneur et petite fille de pasteur, c'est la jeune Harriet Smith, « fille de personne » puisqu'illégitime, qui acquiert un statut social honorable en épousant Robert Martin, propriétaire d'une ferme sur les terres de Donwell Abbey.
Dans Orgueil et Préjugés, roman où le thème du mariage est le plus développé, c'est Charlotte Lucas qui est la plus sensible à ce rôle d'ascenseur social du mariage : elle ne cache pas qu'elle a pris la mesure des revenus de Mr Collins, mais surtout de sa position sociale et de ses relations. Naguère, elle avait affirmé un peu cyniquement à Elizabeth : « Lorsque [Jane] sera certaine que [Bingley] ne lui échappera pas, alors, elle aura tout loisir de tomber autant amoureuse qu'il lui plaira », avant d'ajouter une remarque d'une sagesse un peu désabusée sur la chance de trouver le bonheur dans le mariage : le caractère des personnes avant leur mariage n'augurant en rien de ce qu'il sera dans l'avenir, il vaut mieux ne pas connaître à l'avance les défauts de celui avec qui on s'engage pour la vie.
Cette profession de foi n'a été prise au sérieux par Elizabeth qui condamne vigoureusement l'engagement de son amie, alors que Jane, plus mesurée, le comprend et l'excuse, consciente de la vulnérabilité sociale de Charlotte Lucas et de la chance que représente pour elle ce mariage qui lui assure une bonne position sociale. D'ailleurs, si Charlotte n'échappe pas à l'ironie de la narratrice, elle n'est pas formellement condamnée par Jane Austen, dont la situation financière n'était pas si différente. C'est une réalité tristement banale à l'époque : le « marché du mariage » est encombré de pauvres filles célibataires à la charge de leurs parents, dont le rêve est seulement d'avoir un comfortable home personnel.
En épousant Mr Bennet, un petit propriétaire terrien, Miss Gardiner, fille d'un avoué, s'était déjà élevée dans l'échelle sociale ; en épousant Bingley et Darcy, Jane et Elizabeth Bennet poursuivent cette ascension sociale ; mais c'est Elizabeth qui accomplit l'ascension sociale la plus spectaculaire, passant dans la sphère supérieure, celle des très grands propriétaires et des aristocrates, et cela même si elle ne change pas réellement de statut : son père est, comme Darcy, un gentleman, membre de la landed gentry.

### Poids de la famille

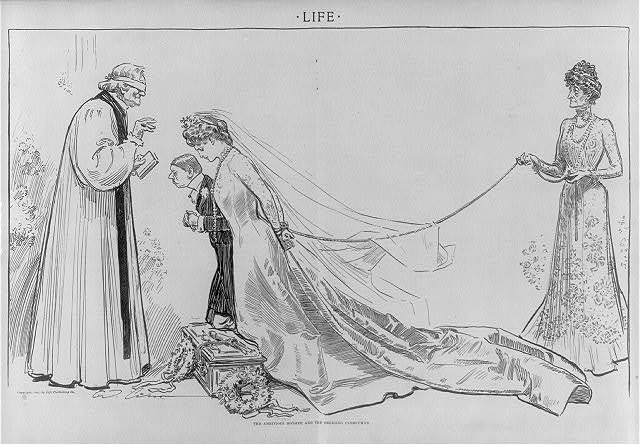
Une mère ambitieuse peut contraindre sa fille à un mariage forcé. Caricature de Charles Dana Gibson (1902).

Comme le rappelle Katrin Schmidt, « les fils apportent de l'argent à la famille, alors que les filles ne font qu'en enlever », aussi est-il considéré comme normal que les familles aient leur mot à dire dans ce business.
Le mariage peut ainsi être mal vu ou empêché par une partie de la famille, lorsqu'elle ne le trouve pas assez avantageux. Jane Austen a connu personnellement cette situation. Elle a raconté à sa sœur sa rencontre en décembre 1795 du jeune Tom Lefroy, son « ami irlandais ». Elle avait vingt ans et lui juste trois semaines de moins qu'elle. Dès janvier 1796, la famille a rapidement éloigné le jeune homme, car elle ne pouvait pas lui permettre d'épouser une jeune fille sans fortune. On en retrouve l'écho dans tous ses romans, la plupart du temps pour les personnages principaux : dans Sense and Sensibility  Mrs Ferrars déshérite son fils aîné, Edward, qui refuse d'épouser une héritière, et ne facilite pas son mariage avec Elinor Dashwood ;  
dans Pride and Prejudice Lady Catherine de Bourgh veut empêcher son neveu d'épouser Elizabeth Bennet et Miss Bingley son frère d'épouser Jane Bennet ; dans Northanger Abbey le général Tilney interdit à son fils Henry de revoir Catherine Morland lorsqu'il la croit pauvre ;  dans Persuasion enfin, Lady Russell convainc Anne Elliot de rompre ses fiançailles avec Frederick Wentworth, dont la fortune est encore à faire.
Parfois cette situation n'est évoquée qu'à travers les intrigues secondaires. Ainsi, on apprend que Darcy a empêché Wickham de mettre la main sur la dot de sa sœur Georgiana et que le tuteur de Miss King l'a emmenée à Liverpool pour l'écarter du jeune coureur de dot ; dans Emma, Frank Churchill garde secrète ses fiançailles avec Jane Fairfax, connaissant les idées de grandeur de sa tante, Mrs Churchill. 
John Dashwood se plaint auprès de sa demi-sœur Elinor de la conduite, qu'il considère comme inqualifiable, voire criminelle, de son (maintenant riche) beau-frère Robert Ferrars, qui a épousé en secret la pennyless Lucy Steele, car, si la famille avait eu vent de la chose, dit-il, « les mesures de rigueur auraient été prises pour prévenir le mariage », allusion claire au pouvoir coercitif que s'arroge la famille, ou la société, pour protéger les intérêts des possédants. 
L'obstacle, en effet, est essentiellement d'ordre financier, plus rarement lié à la situation sociale, puisque, en général, les amoureux sont issus du même milieu socio-culturel, gentry ou milieu clérical.

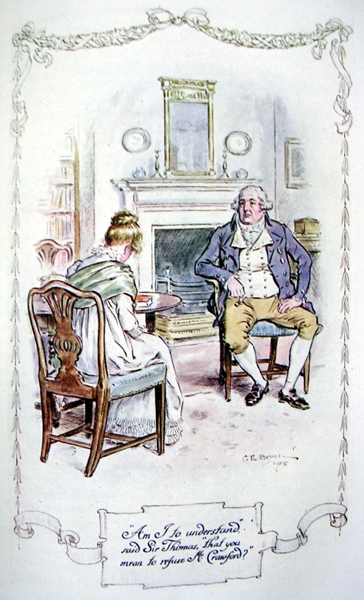
Dois-je comprendre que vous envisagez de refuser Mr Crawford ? s'étonne Sir Thomas, décidé à vaincre la résistance de sa nièce et pupille, Fanny.

À l'inverse, la famille peut forcer à une union qui l'avantage, sans se préoccuper des sentiments réels des jeunes gens. Ce fut le drame vécu par le colonel Brandon dans sa jeunesse : Eliza, la jeune cousine orpheline qu'il aimait fut contrainte d'épouser son frère aîné. Ce genre de situation dramatique, cependant, n'est pas autrement exploité par Jane Austen, qui reste toujours volontairement dans le registre de la comédie de mœurs, jamais dans celui de la tragédie. Seul le mariage de Lydia et Wickham, mariage certes contraint pour lui, mais vivement désiré par elle, est devenu, ironiquement, absolument indispensable pour la sauvegarde de la famille, « quelque chose dont on doit être reconnaissant » déplore Elizabeth : « Oui, oui, il faut qu'elle l'épouse, il n'y a rien d'autre à faire ! » confirme Mr Bennet.
Le pouvoir de coercition de la famille est surtout présenté comme une menace pour le bonheur de l'héroïne : Sir Thomas veut obliger Fanny Price à épouser le riche Henry Crawford, Lady Catherine de Bourgh et sa sœur, Lady Anne Darcy, ont logiquement programmé « dès le berceau » le mariage de leurs enfants et Mrs Bennet ne verrait aucun inconvénient à unir pour le meilleur et pour le pire l'intelligente Elizabeth au sot Mr Collins. Mais que se serait-il passé si l'héritier putatif de Longbourn était arrivé avant Charles Bingley et avait courtisé la docile Jane dont le cœur n'était pas encore pris ? Il est probable qu'en aînée obéissante, consciente de ses responsabilités familiales, elle se serait sacrifiée et aurait fait passer la sécurité de sa mère et de ses sœurs avant son propre bonheur.
En effet, lorsqu'il y a plusieurs filles, le mariage financièrement confortable d'une seule d'entre elles est une sauvegarde pour ses sœurs et éventuellement sa mère. Au nom de la solidarité familiale, celles qui le peuvent aideront celles qui sont moins favorisées, d'autant plus lorsqu'il n'y a pas de frères et que, le domaine passant en d'autres mains, à cause de l’entail, leur avenir est incertain et leur portion financière vraiment congrue, comme dans Orgueil et Préjugés. Jane et Elizabeth, en l'accueillant chez elles, donnent à Kitty l'occasion d'acquérir de meilleures manières, et Mrs Darcy met la main à la poche, prenant sur sa cassette personnelle « by the practice of what might be called economy in her own private expenses », pour aider les Wickham, tandis que Darcy lui-même, par amour pour sa femme, se préoccupe de l'avancement de son beau-frère : « for Elizabeth's sake, he assisted him farther in his profession ». Georgiana gagne aussi à vivre près d'Elizabeth.
Mais cette sollicitude familiale est aussi la norme dans les autres romans, du moins pour les personnages qui n'ont pas le cœur sec : Sir John Middleton accueille ses parentes, Mrs Dashwood et ses trois filles, et leur loue Barton Cottage pour une bouchée de pain, Sir Thomas Bertram veille de loin à la situation de ses neveux Price, accueille l'aîné, William, lorsqu'il vient en permission et invite Susan à accompagner Fanny lorsqu'elle revient à Mansfield Park. Les Musgrove apportent leur soutien aux parents moins fortunés de Mrs Musgrove, les Hayter, et, lorsqu'elle aura épousé Frank Churchill, Jane Fairfax pourra aider ses vieilles parentes démunies, Mrs et Miss Bates.

## Exemples à ne pas suivre
Tous les romans de Jane Austen s'intéressent à cette période charnière de la vie d'une jeune fille de bonne famille où elle va quitter la maison de ses parents pour celle de son époux et « entrer dans le monde » selon le sous-titre du roman de Fanny Burney, Evelina (The History of a Young Lady's Entrance into the World).
Comme on se marie pour la vie, puisque le mariage est à l'époque pratiquement indissoluble, il est essentiel qu'elle trouve le bon partenaire, celui qui lui offrira une situation stable dans la société. 
Mais si elle veut atteindre la « félicité conjugale » et garder son intégrité morale, il lui faut être patiente et s'armer de courage, selon les conseils donnés par Jane Austen elle-même à sa nièce Fanny Knight qui se désolait d'être encore célibataire à vingt-cinq ans. Les exemples à ne pas suivre sont nombreux et il lui faut certainement un « cœur obstiné » pour refuser la sécurité financière quand elle sait qu'à la mort de son père, si elle n'a pas trouvé un mari pour subvenir à ses besoins, elle risque de vivre de la charité familiale, le domaine « substitué » passant dans les mains d'un héritier peu disposé à l'aider : c'est la situation que vivent les trois sœurs Dashwood et le danger qui menace les cinq filles Bennet et les deux Elliot encore célibataires, Elizabeth et Anne.

### Mariages «imprudents»

#### À la génération précédente

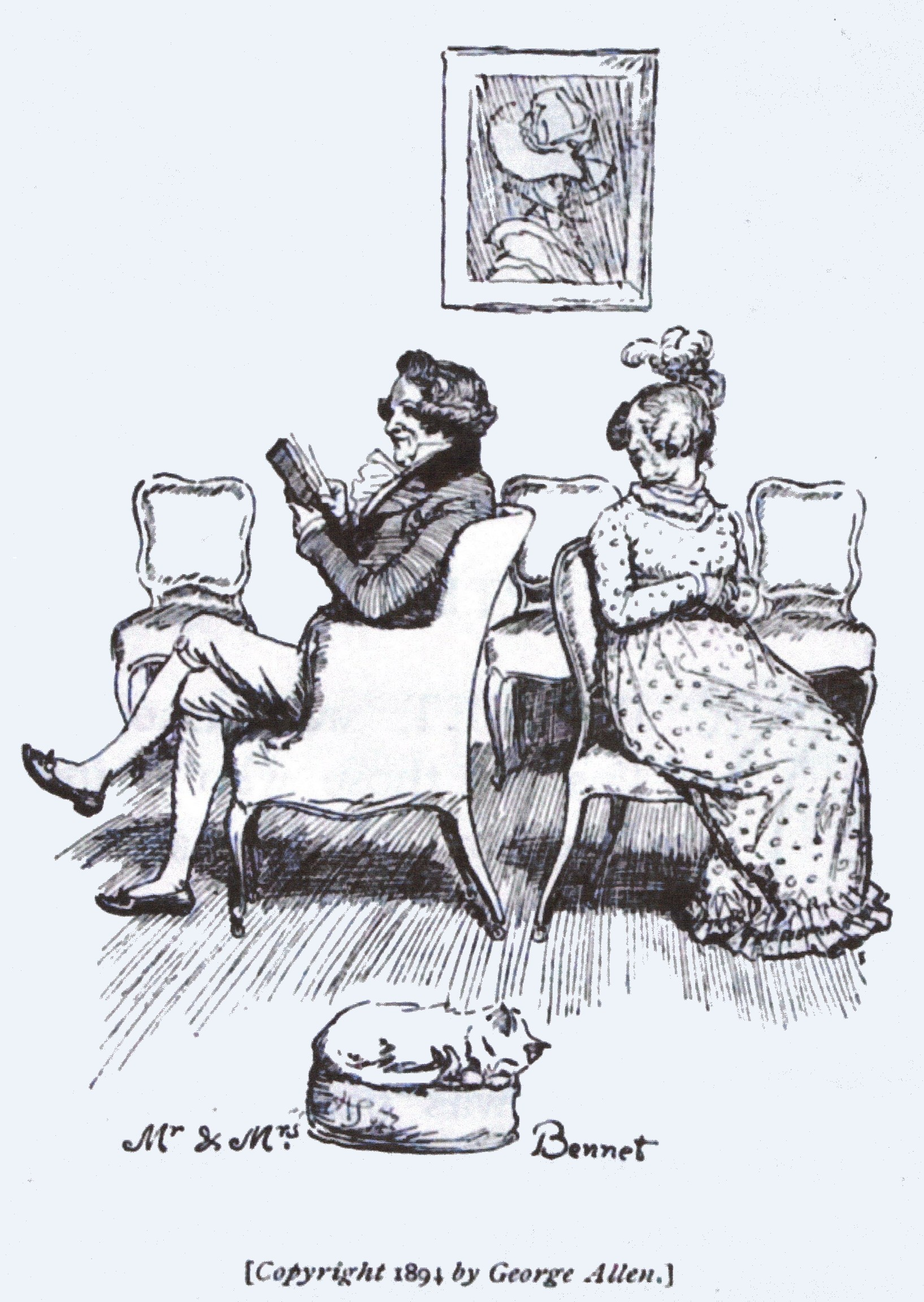
Mr et Mrs Bennet, après 20 ans de mariage (Hugh Thomson, 1894).

Qu'elles soient fondées sur une première impression comme celle de Mr Bennet envers Miss Gardiner (Orgueil et Préjugés), sur un coup de tête, comme celle de Frances Ward avec le lieutenant Price (Mansfield Park), ou une passion juvénile, comme celle de Miss Churchill d'Escombe, pour le capitaine Weston (Emma), Jane Austen montre combien ces unions sont peu judicieuses (imprudent) et préjudiciables aux enfants qui en sont issus. Elles n'apportent que de l'insatisfaction aux époux et des ennuis à la génération suivante.
Mr and Mrs Bennet
Pour mieux montrer ce que nécessite et implique un mariage réussi, Jane Austen, dans Orgueil et Préjugés, dépeint en détail son contraire, un mariage mal assorti. Mr Bennet est intelligent et cultivé, sa sotte épouse n'a qu'une idée fixe, marier ses filles à n'importe quel prix, effrayée par la menace financière liée à la transmission du domaine. Le mariage de Lydia la comble de joie, celui de Jane la rend parfaitement heureuse, celui d'Elizabeth la fait délirer de bonheur : pour elle, être mariée (de préférence richement) est un but en soi, peu importe le caractère du conjoint.
L'universitaire Paula Bennett a souligné le prix que paient les enfants d'un mariage aussi mal assorti que celui des Bennet. Le père, caustique et ironique, se désintéresse de l'avenir de sa famille. Il observe avec indifférence le comportement de ses filles et se moque ouvertement des trois plus jeunes et de sa femme. Celle-ci, bornée, incapable de les éduquer correctement, se conduit avec une vulgarité embarrassante pour ses aînées. Comme le reconnaît lucidement Elizabeth, ils sont les premiers responsables de la déconvenue matrimoniale de Jane (« Jane's disappointment had in fact been the work of her nearest relations »). Leur laxisme permet à Lydia de commettre sans aucun remords la pire des imprudences. Mr Bennet reconnaît vainement et trop tard sa responsabilité, Mrs Bennet en rend responsable tout le monde, mais pas la coupable indulgence qu'elle a toujours montrée à l'égard de sa fille préférée (« blaming everybody but the person to whose ill-judging indulgence the errors of her daughter must be principally owing »). C'est par une intervention extérieure, celle conjointe de Darcy et de Mr Gardiner qui se substituent au père incompétent, que Lydia est sauvée du déshonneur et la famille de l'opprobre.
Autres cas
Il est certain que lorsque s'y ajoute le manque d'argent, ces mariages deviennent rapidement problématiques et ne restent pas longtemps heureux. Les Price vivotent à Portsmouth avec 400 £ par an environ, et une dizaine d'enfants à élever, dans « la demeure du bruit, du désordre et du manque d'égards » (« the abode of noise, disorder, and impropriety ») : le père est grossier, la mère incompétente et débordée, les garçons mal élevés, comme le découvre Fanny avec consternation en retournant dans sa famille. Les enfants ne peuvent prétendre à un avenir correct que grâce à l'intervention de leur oncle Bertram de Mansfield Park.
Jane Austen consacre les premières pages du chapitre II d'Emma à raconter le premier mariage malheureux de Mr Weston, vingt ans plus tôt. Sa première épouse, habituée à vivre sur un grand pied dans sa riche famille, même si elle aimait vraiment son mari, n'a jamais pu renoncer à être « une Miss Churchill d'Enscombe » (« she wanted at once to be the wife of Captain Weston, and Miss Churchill of Enscombe »), lui faisant constamment sentir son infériorité, et le conduisant à vivre au-dessus de ses moyens et à s'endetter sans réussir à la satisfaire. La maladie et la mort de sa femme, au bout de trois ans de mariage, l'a laissé ruiné, contraint de se séparer de son fils, et de le confier à son oncle maternel, pour reconstituer sa fortune.

#### Le mariage de Lydia

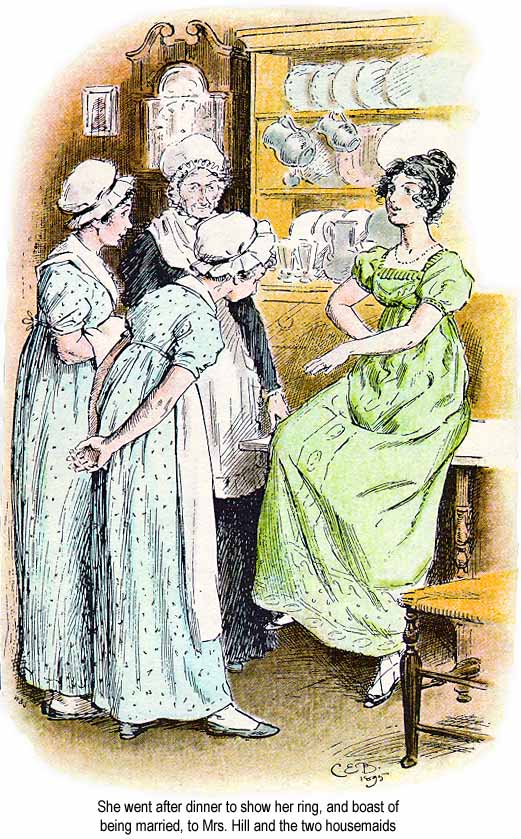
Lydia est fière de montrer qu'à 16 ans elle a déjà le statut enviable de femme mariée (C. E. Brock, 1895).

Quant à Lydia Bennet, sa passion juvénile pour Wickham manque de causer la déchéance sociale de toute la famille et l'aurait probablement menée sur le trottoir si le mariage n'avait pas été imposé à son ravisseur financièrement aux abois. Impudente, effrontée, habituée à suivre ses impulsions et ne pas réfréner ses envies, elle ne songe qu'à profiter de tous les plaisirs à sa portée. Son enlèvement n'est à ses yeux qu'une énorme plaisanterie qui la fait rire, comme le prouve sa lettre à Mrs Forster : « What a good joke it will be ! I can hardly write for laughing ». Ignorante et sotte, elle n'a aucune conscience des conséquences matérielles ou morales de son acte : dressée à chasser le mari, elle considère le mariage comme une fin en soi. Pour elle, le statut de femme mariée est plus important que la situation de l'homme qu'elle épouse. Elle ne s'est pas intéressée aux conditions financières de son mariage et n'a pas écouté les « sermons » de sa tante, elle a seulement vu qu'on officialisait ses relations avec son « cher Wickham ». Sous l'œil attendri de sa mère, pas plus raisonnable qu'elle, elle parade sans vergogne : à seize ans et la bague au doigt, preuve indubitable qu'elle est mariée, elle estime avoir acquis plus d'importance que ses aînées restées célibataires et revendique un statut supérieur au leur.
Mais, jolie fille frivole et naïvement coquette, elle est tombée au pouvoir d'un libertin, un homme sans moralité qui a profité sans scrupules du désir de transgression et des attraits de « l'appétissante fille de quinze ans » (« stout, well-grown girl of fifteen »). Soulagé du poids de ses dettes, il peut se présenter à Longbourn avec une aisance qui fait dire à Elizabeth que « l'impudence d'un homme impudent » est sans limite. Lydia montre la même aisance. Les mots ease et easy reviennent plusieurs fois, soulignant l'amoralité du couple et son égoïsme. Mais comme il est en constante recherche de divertissement même marié, Lydia, qui n'a comme atout que la fraîcheur de sa jeunesse, ne le retiendra pas longtemps à la maison, et il ira « s'amuser à Londres ou à Bath ». Ainsi, Lydia, qui ressemble tant à sa mère, reproduit, en pire (son mari est dépensier et sans principes), le mariage de ses propres parents. Quand les années et l'insatisfaction auront effacé « sa jeunesse, sa beauté, l'apparence d'un caractère agréable », elle se montrera sans doute aussi irrationnelle, amorale et égoïste qu'elle.

### Mariages de convenance
Les mariages de convenance, satisfaisant l'intérêt des familles, sont encore les plus fréquents à l'époque, et pas seulement dans l'aristocratie ou pour les héritiers de domaines. Ce sont des mariages conventionnels, puisqu'il est considéré comme un devoir de se marier, et traditionnels dans la mesure où les époux tiennent le rôle que la société attend d'eux. Ils peuvent être supportables sous certaines conditions, l'aisance financière n'étant pas la moindre.

#### Cas général
Le statut de femme honorablement mariée est parfois pour une jeune fille plus important que le caractère de l'homme épousé : dans  Sense and Sensibility, Mrs Jennings a bien doté ses filles et les a mariées de façon socialement satisfaisante : Mary, l'aînée, à Sir John Middleton et Charlotte, la cadette, à Mr Palmer. Mais les couples sont visiblement mal assortis, comme le remarque Elinor Dashwood, songeuse devant « le manque d'harmonie si fréquent dans les couples » (« the strange unsuitableness which often existed between husband and wife »). Sir John Middleton, hobereau campagnard sans grande finesse qui aime la chasse et appréhende la solitude n'a qu'un centre d'intérêt commun avec son élégante et insipide épouse débordée par ses enfants, le plaisir de recevoir ; l'intelligent et sérieux, quoique snob, Palmer a épousé une jolie petite idiote, « absolument décidée à tout prendre du bon côté », qui rit aux éclats des accès de mauvaise humeur de son mari, lequel a heureusement les débats au Parlement pour le consoler de la sottise de sa femme.
Dans Orgueil et Préjugés, La dot de Louisa Bingley a renfloué la fortune d'un homme de la bonne société, l'indolent Mr Hurst, propriétaire d'une maison dans un quartier élégant de Londres, Grosvenor Street, mais qui « vivait seulement pour manger, boire et jouer aux cartes ».
Ces couples ont cependant trouvé une sorte de statu quo qui rend leur mariage supportable : chacun vit dans sa sphère et les femmes ont pris l'habitude de ne pas s'opposer à leur mari.
Ainsi, dans Persuasion, Charles et Mary Musgrove, qui se sont installés dans une routine supportable, « pouvaient passer pour un couple heureux », car Charles est un brave garçon pratique, indolent et sans prétention, mais Mary passe beaucoup de temps en discutailleries et jérémiades.  Elle n'est qu'un « deuxième choix » pour lui, qui avait d'abord demandé la main d'Anne Elliot. Jane Austen laisse entendre que, si Anne avait accepté de l'épouser, elle l'aurait grandement fait progresser intellectuellement et socialement.
Dans Mansfield Park Jane Austen n'hésite pas à évoquer, à côté de couples raisonnablement heureux (Sir Thomas et Lady Bertram, les Grant), des mariages de convenance plutôt malheureux. Mary Crawford évoque longuement celui des Fraser, « à peu près aussi malheureux que la plupart des gens mariés » (« about as unhappy as most other married people »). Elle évoque aussi celui de sa « pauvre tante maltraitée », l'épouse de l'amiral Crawford, trompée par un mari qu'elle détestait et allergique à l'air marin. Outre son rôle dans la diégèse, il sert de mauvais exemple pour les jeunes Crawford, aux idées morales faussées par leur entourage et leur éducation.

#### Le cas Charlotte Lucas

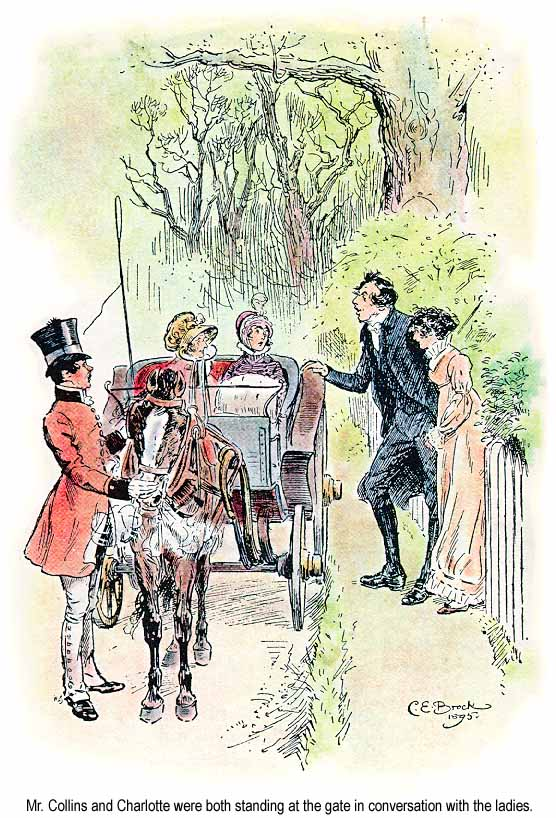
Être épouse de pasteur et vivre près de Rosings Park est une intéressante promotion sociale pour Charlotte (C. E. Brock, 1895).

Le mariage est avant tout un business, où les questions de situation financière et de statut social sont primordiales, comme le montre le mariage de Charlotte Lucas et de Mr Collins, le « mariage de raison » par excellence : Charlotte se marie avec, au mieux, un sentiment de tolérance pour son mari.
Elle a toujours eu l'intention de se marier, puisque le mariage est la seule issue honorable pour une jeune fille bien éduquée mais sans fortune, et manœuvre adroitement pour détourner vers elle les attentions de Mr Collins, au grand soulagement d'Elizabeth qui n'y entend pas malice. 
Elle épouse donc ce fat ridicule « les yeux ouverts », tandis qu'il se marie par « devoir », « maintenant qu'il a une belle maison et un revenu confortable ». Il a une idée très simpliste du caractère de sa future épouse. Elizabeth et Charlotte sont successivement qualifiées d'« aimables », et il « s'imagine amoureux ». Mais Charlotte, n'ayant froidement recherché qu'une « maison confortable », s'arrange pour limiter au maximum les contacts avec son mari. Elle symbolise la « voie normale », cette sorte de respectable prostitution sociale à laquelle la plupart des filles étaient vouées. Elle le dit à Elizabeth : « je ne suis pas romanesque », écho d'une expression employée par Hannah More : « life is not a romance ». Cela ne l'excuse pas spécialement aux yeux de la narratrice, qui ironise sur son « désir pur et désintéressé de s'établir » et l'abandonne à l'ennui des invitations à Rosings Park et à sa solitude conjugale volontaire, lui offrant le même type de recours que Mr Bennet pour échapper à sa situation. Elizabeth va plus loin dans la désapprobation, estimant qu'« elle a sacrifié tous les sentiments les plus élevés à des avantages matériels » (« have sacrificed every better feeling to worldly advantage »). Et quand Jane lui trouve des excuses, Elizabeth proteste : « Tu ne peux pas […] modifier le sens des mots « principes » et « intégrité », ni essayer de me persuader que l'égoïsme est de la prudence et l'indifférence au danger une garantie de bonheur ».
La critique marxiste note cependant que pour une personne dans la situation et de l'âge de Charlotte, le choix est sagement réaliste. Lillian Robinson souligne, par exemple, que son choix se justifie pour elle parce que c'était sa seule chance d'avoir une vie personnelle, puisque la situation de vieille fille, éternelle mineure, qu'elle ait ou non de quoi vivre confortablement en tant que célibataire, n'avait rien d'enviable. Pourtant la situation d'Elizabeth est à terme plus précaire que celle de Charlotte. La propriété de Sir William Lucas est plus petite et plus récente que Longbourn, mais au moins elle passera à son fils aîné. Et la position sociale de Fanny Price, la « petite souris », est encore plus fragile, ce qui ne l'empêche pas de résister à toutes les pressions l'incitant à accepter Henry Crawford.
Jane Austen suggère même, aux marges du roman, un avenir encore plus « intéressant » pour Charlotte. En fille avisée de commerçant (certes anobli), elle a entamé son ascension sociale en épousant un pasteur. Et comme ce dernier est assuré, à cause de l'entail, d'hériter du domaine de Longbourn à la mort de Mr Bennet, elle bénéficiera un jour d'une promotion sociale comparable, quoiqu'à un échelon moindre, à celle d'Elizabeth.

### Mariages intéressés
Les Austen adoraient les charades et il en existe une, sur ce thème, attribuée à Jane Austen :
| You may lie on my first by the side of a stream, And my second compose to the nymph you adore, But if, when you've none of my whole, her esteem And affection diminish — think of her no more! | Étendu au bord de l'eau sur mon premier vous pourrez Composer mon second pour la nymphe que vous adorez, Mais si, parce que vous n'avez rien de mon tout, son estime Et son affection s'estompent... à elle, cessez de penser ! |

#### «Ces choses-là sont tellement courantes»

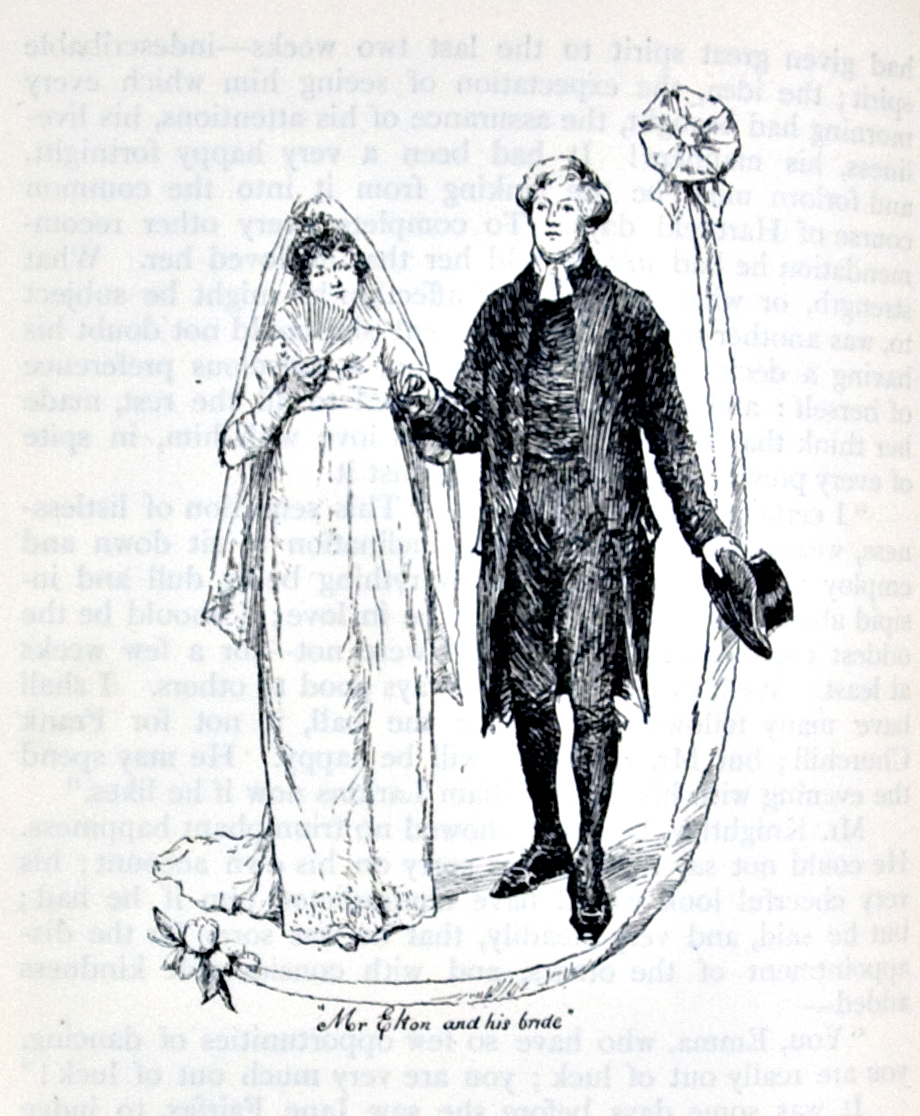
Mr Elton est très satisfait d'avoir à la fois conquis l'amour et la fortune en la personne de Miss Hawkins (Chris Hammond, 1898).

Jane Austen est personnellement hostile au mariage d'argent, mais, réaliste, elle voit bien que l'égoïsme, l'intérêt, les motifs mercantiles « ne sont pas choses inhabituelles » dans son monde. Aussi y a-t-il, en arrière-plan de ses romans, quelques riches mariages dont elle précise qu'il s'est agi uniquement de mariages d'intérêt, comme ceux du général Tilney (Northanger Abbey) et de Mr Elliot (Persuasion) : ils ont tous deux épousé, pour son argent, une jeune femme riche. Le général a épousé une demoiselle Drummont « à qui son père a donné 20 000 £ de dot, et 500 pour s'acheter sa robe de mariée », rapporte Mrs Allen à Catherine Morland, qui supposera plus tard que Mrs Tilney n'avait pas dû être très heureuse en ménage. Le passé du cynique William Elliot est détaillé à Anne par son amie Mrs Smith : « il voulait faire rapidement sa fortune, il était déterminé à la faire par le mariage ». Il a épousé la fille, bien élevée et bien dotée, d'un emboucheur, qui était tombée amoureuse de lui, après s'être prudemment « assuré du montant exact de sa fortune avant de s'engager ». Elle ajoute que « ces choses-là sont tellement courantes que quand quelqu'un, homme ou femme, fait un mariage d'argent, si on vit dans le monde, on n'y fait plus trop attention » : (« those things are too common. When one lives in the world, a man or woman's marrying for money is too common to strike one as it ought. »)
Mais Jane Austen observe aussi les chasseuses de mari : d'une part, celles qui, parce qu'elles sont riches, peuvent choisir, comme Caroline Bingley ou la jolie Mary Crawford, pour qui le mariage n'est qu'une « transaction à mener habilement » (a manoeuvring business) et qui préfèrerait attirer Tom Bertram, l'héritier de Mansfield Park, plutôt que son cadet, qui n'est « que » pasteur ; d'autre part, et surtout, celles qui, de par leur pauvreté, doivent impérativement trouver un prétendant fortuné. Ces dernières ne réussissent cependant pas toujours à en « attraper » un. La vaniteuse et coquette Isabella Thorpe a inutilement délaissé le frère de Catherine Morland pour le capitaine Tilney, mais elle n'a aucune chance avec lui ; Mrs Clay est une intrigante qui a probablement des attaches trop grossières et trop de taches de rousseur pour tenter le vaniteux baronnet de Kellynch Hall, Sir Walter Elliot, mais elle réussira peut-être à circonvenir son héritier, Mr Elliot. C'est Lucie Steele l'arriviste la plus habile. Sachant manier la flatterie et l'hypocrisie, elle s'assure lorsqu'elle est très jeune d'Edward Ferrars, puis utilise toute son adresse, quand elle comprend qu'il est déshérité, pour piéger son frère, assez vaniteux pour se laisser prendre à ses flatteries astucieuses. Jane Austen n'hésite pas à présenter sous un jour négatif, voire à ridiculiser ces personnages secondaires égoïstes, fats et snobs comme Robert Ferrars, d'une « remarquable insignifiance » et les « punir » d'un avenir plein de misères domestiques : accrochages jaloux entre belles-sœurs (jealousies and ill-will continually subsisting) et disputes dans le couple (frequent domestic disagreements). 
Miss Augusta Hawkins, qui peut s'enorgueillir d'une fortune personnelle de quelque dix mille livres (« an independent fortune, of so many thousands as would always be called ten ») mais a passé plusieurs hivers à Bath dans l'espoir d'y trouver un mari, n'a pas de peine à ferrer Mr Elton, dont la vanité blessée par le refus scandalisé d'Emma Woodhouse est agréablement remuée par les sourires et les rougissements de la dame au cours de « rencontres fortuites ».
Quant au peu scrupuleux Willoughby, il reconnaît honnêtement devant Elinor qu'il a épousé Miss Grey pour sa confortable dot de 50 000 £ (« in honest words, her money was necessary to me »), mais, même si sa punition sera de toujours regretter Marianne Dashwood, Jane Austen lui offre un raisonnable « degré de bonheur domestique » (no inconsiderable degree of domestic felicity). 
Le faible John Dashwood, qui a épousé une femme riche au cœur sec, et l'ambitieux Mr Elton, satisfait de sa vaniteuse épouse, sont des cas un peu différents, car dans leurs cas les partenaires sont bien assortis : ils ont épousé des femmes qui leur ressemblent, qu'ils admirent et qui ont pris de l'ascendant sur eux. Ils présentent, eux aussi, cette harmonie de façade des mariages de raison, comme la raisonnable Charlotte Lucas, qui n'a fait de tort à personne en épousant Mr Collins.

#### Le cas Maria Bertram

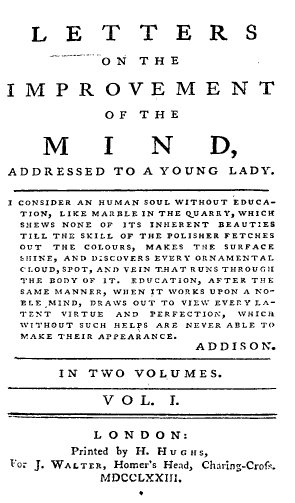
Le Manuel de conduite de Hester Chapone donne des conseils pour devenir une « bonne épouse ».

Maria Bertram de Mansfield Park est un cas un peu particulier, car elle se marie par orgueil et dépit, refusant de laisser voir à Henry Crawford qu'il lui a brisé le cœur et espérant se consoler de son indifférence dans le tourbillon d'une vie mondaine. Son mariage avec le très riche et sot James Rushworth aux 12 000 £ de revenu annuel, est un mariage arrangé entre sa tante, Mrs Norris, et Mrs Rushworth, qui satisfait les ambitions sociales de son père, Sir Thomas. Mais, pour Miss Bertram, c'est un mariage strictement mercantile : elle ne voit en lui qu'un moyen d'échapper à la rigidité des règles qui régissent le domaine paternel. Or elle n'a pas trouvé la liberté espérée, elle a seulement changé de prison : ayant épousé un être stupide et sous la coupe de sa mère, elle est rapidement amenée à le mépriser. Comme Maria, l'héroïne de Mary Wollstonecraft, qui « souhaitait seulement vivre pour aimer », le mariage l'« a embastillée ». Parce qu'elle n'a pas su ou voulu dire non, elle est sacrifiée par la narratrice, subissant le sort que Mary Crawford lui avait prédit en plaisantant, quelques mois avant le mariage.
Malgré le tourbillon de la Saison londonienne, son couple tient péniblement cinq mois. Elle se laisse rapidement aller à la folle passion qu'Henry Crawford a imprudemment réveillée chez elle et subit la condamnation sociale réservée par le double standard aux femmes adultères : le divorce et l'exil.
Les Conduct Books de l'époque, comme les célèbres Lettres sur l'amélioration de l'esprit (Letters on the Improvement of the Mind) constamment rééditées de  Hester Chapone, mettent en garde contre ces mariages fondés uniquement sur l'argent et le statut social : « Si vous donnez votre main sans votre cœur pour un titre, un beau domaine ou toute autre considération, attendez-vous à trouver le mariage pénible, rempli de déceptions, de troubles et de vexations plutôt que d'y trouver ou d'en tirer des plaisirs ». Thomas Gisborne reconnaît que trop souvent un « bon mariage », dans l'esprit d'une femme, consiste seulement à avoir assez d'argent pour rendre jalouses les autres femmes, s'habiller richement et pouvoir aller profiter des plaisirs de Londres ou de Bath, tandis que Mary Russell Mitford constate que la plupart des jeunes filles n'ont été habituées qu'à penser chiffons et mariage : « Elles s'habillent pour se marier et se marient pour s'habiller ; et ainsi habillées et mariées, je crains qu'elles aient peu de chance de faire de bonnes épouses ».

## Modèles à suivre
Les couples mariés à l'arrière-plan des romans sont donc, en général des couples conventionnels, peu épanouis psychologiquement. Cependant Jane Austen offre à ses héroïnes et à ses lecteurs quelques exemples de couples mariés qui illustrent sa vision du mariage réussi. Ce sont les Gardiner dans Orgueil et Préjugés,  les Weston et, dans une certaine mesure, John et Isabella Knightley dans Emma, les Croft dans Persuasion. Décrits comme heureux, mais nullement idéalisés, ils ont un aspect de « modèle à suivre ». Jane Austen avait elle-même l'exemple de parents qui s'aimaient. Cependant, il est certain que dans la vie, ces couples sont bien plus rares que les autres. Hazel Jones signale, pourtant, qu'un voyageur français notait avec surprise, vers 1780, qu'en Angleterre trois unions sur quatre avaient pour base l'affection et qu'il attribuait cela au souci que chacun prenait à essayer de connaître l'autre avant le mariage.

### Les Gardiner

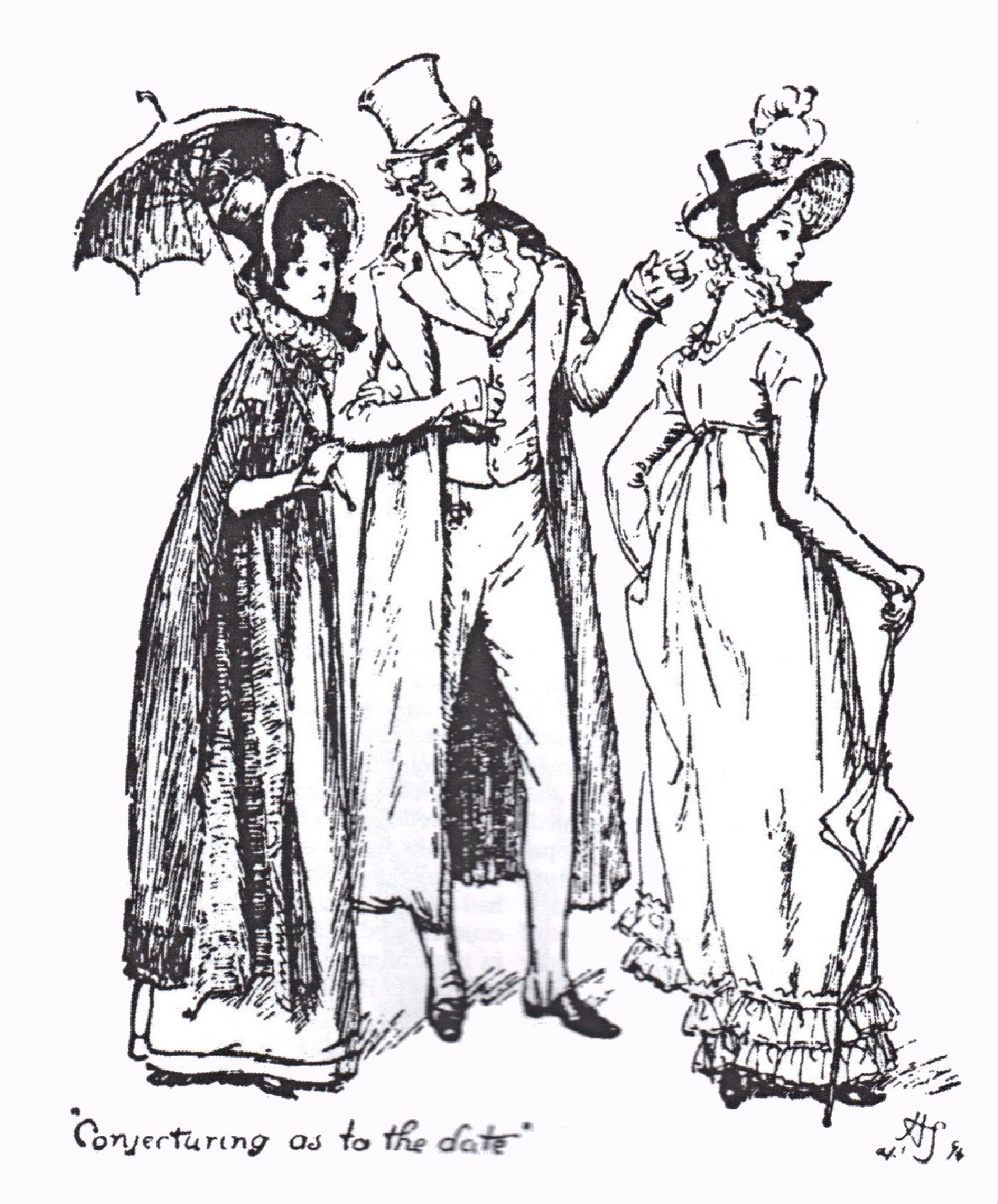
Les Gardiner, ici en visite à Pemberley avec Elizabeth, forment un couple équilibré (Hugh Thomson, 1894).

Jane Austen ne précise pas les conditions de leur mariage. On sait seulement que, « dix ou douze ans plus tôt, avant son mariage », Mrs Gardiner a vécu un certain temps à Lambton dans le Derbyshire. Mais il est évident que le couple est équilibré et heureux, l'opposé du couple Bennet. Ils semblent vivre en parfaite intelligence, éprouvant affection et estime réciproques. Ils ont établi entre eux le genre de relations que souhaite Mary Wollstonecraft entre les époux : un sentiment de respect mutuel et non une relation de maître à servante.
Leur maison est présentée comme un havre de douceur joyeuse (« All was joy and kindness »), égayée par les quatre jeunes enfants du couple. Ils mènent une vie calme et discrète, loin du monde, mais ils savent recevoir : à  Sir William, sa fille Maria et Elizabeth en route pour Hunsford, ils proposent l'animation des magasins puis une sortie au théâtre : « the morning in bustle and shopping, and the evening at one of the theatres ».
Parents spirituels des filles Bennet, ils sont l'exemple de ce que doit être le comportement de parents responsables : Mrs Gardiner est attentive au bonheur de ses nièces et ses sages conseils sont écoutés par Elizabeth. Jane n'hésite pas à faire appel à son oncle lorsque Lydia disparaît avec Wickham. Darcy est favorablement impressionné par leur comportement à Pemberley au point de souhaiter faire plus ample connaissance et les aider à sauver Lydia. C'est Mrs Gardiner qui lui dispense les conseils avisés qu'une mère fait habituellement à sa fille avant ses noces et Mr Gardiner qui la conduit à l'autel, prenant la place du père démissionnaire.

### Les couples heureux dansEmma

#### Les Weston
Emma s'ouvre sur le second mariage de Mr Weston et en détaille les conditions. Ayant heureusement reconstitué une fortune confortable (easy competence) après son premier mariage imprudent et vingt ans de veuvage, il peut enfin s'acheter Randalls, le domaine de ses rêves, et offrir à la gouvernante d'Emma, Miss Taylor, son cœur et une confortable position sociale, avec la bénédiction de ses amis et de son grand fils. Anne Taylor est intelligente, cultivée, serviable et douce. De nature sociable et de caractère confiant, Mr Weston est, reconnait Emma, « un homme irréprochable, fortuné, d'âge en rapport et de manières agréables ». Il peut comparer ses deux expériences matrimoniales, découvrant, avec la seconde, « combien il est merveilleux d'avoir une femme judicieuse et vraiment aimable, et comprenant, de la façon la plus agréable qui soit, qu'il vaut mieux choisir qu'être choisi, exciter la reconnaissance que l'éprouver ».
Mr Knightley, mi-sérieux mi-moqueur, considère que les seize ans passés à Hartfield comme gouvernante ont préparé Miss Taylor, habituée à faire les quatre volontés d'Emma, à « l'aspect le plus important de la vie conjugale, se plier à la volonté d'autrui et faire ce qu'on lui demande » (« the very material matrimonial point of submitting your own will, and doing as you were bid »), mais, compte tenu du caractère facile de son mari, elle en aura sans doute peu l'occasion. C'est lui aussi qui, en homme pragmatique, souligne le côté financièrement et socialement avantageux du mariage pour Miss Taylor : même si elle aurait pu rester chez les Woodhouse, où elle était traitée en membre de la famille, le fait de passer du statut de gouvernante désargentée au statut de femme honorablement mariée, « établie dans une maison à elle et nantie d'un revenu satisfaisant » (settled in a home of her own, and […]secure of a comfortable provision), lui permet de voir maintenant l'avenir avec soulagement et sérénité.
Le bonheur du ménage tient aussi au fait qu'il s'agit là d'un couple d'âge mûr, donc raisonnable, et bien assorti, tant au plan caractère qu'au niveau social. C'est le seul couple vraiment heureux qui donne naissance à un enfant au cours du roman. Le mariage a lieu en automne, la petite Anna nait fin juillet et Emma se réjouit que ce soit une fille, convaincue qu'une fille fera la joie de son père lorsqu'il vieillira et donnera à sa mère le plaisir de transmettre ses connaissances. Jane Austen s'écarte ici clairement de la vision pessimiste de Mary Wollstonecraft dont l'héroïne, Maria, qui vient de donner naissance à une fille, « pleurait sur son sort, déplorait que ce soit une fille, et anticipait les malheurs que son sexe rendraient presque inévitables ».

#### John et Isabella

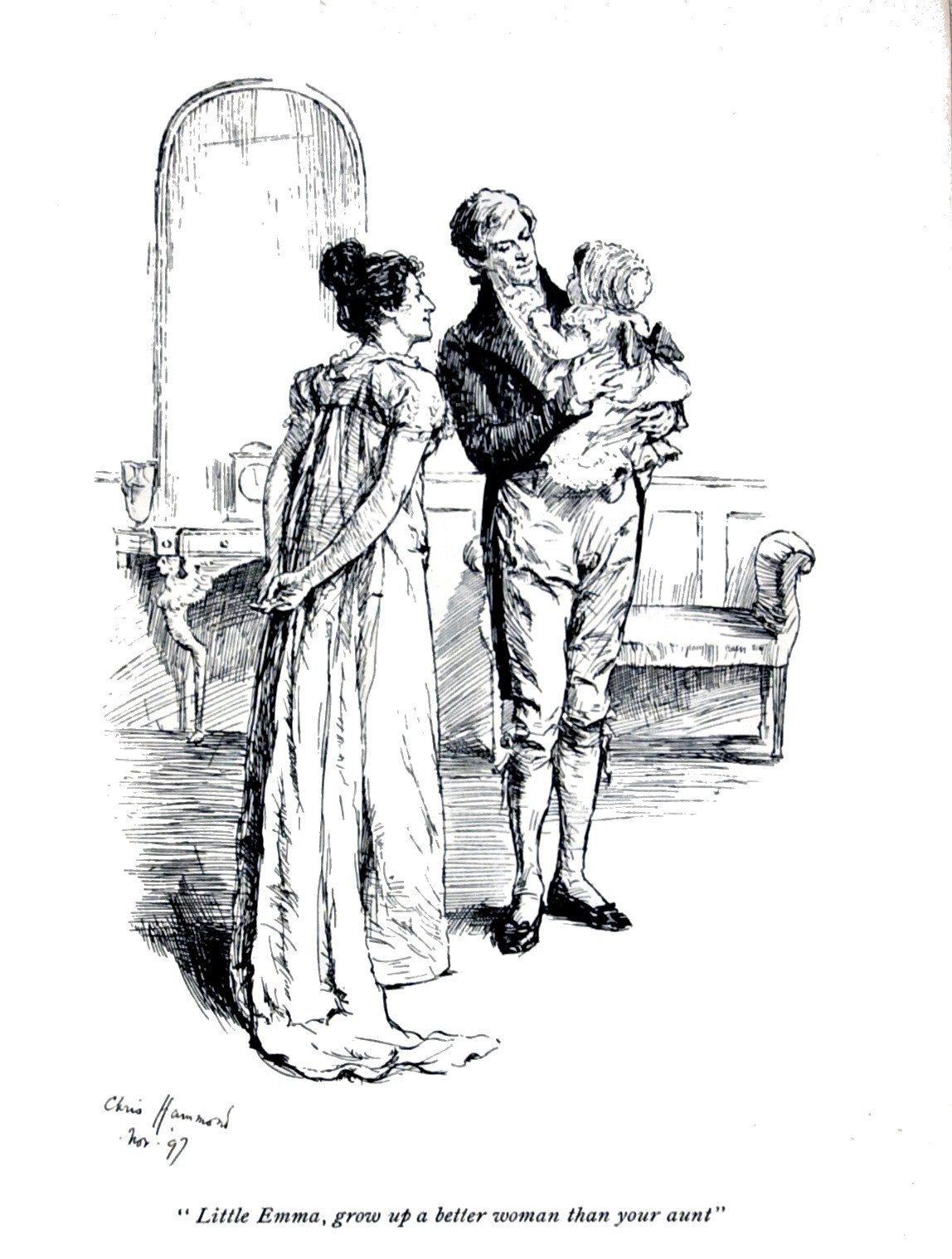
En s'occupant de leur nièce, le bébé de John et Isabella, Emma et Mr Knightley retrouvent leur amicale complicité (Ch. 12).

La sœur aînée d'Emma Woodhouse est, depuis sept ans, l'épouse de John Knightley, avocat à Londres. Elle, jeune femme au cœur tendre, douce, affectueuse, épouse dévouée et mère aimante, complètement absorbée par sa famille (wrapt up in her family; a devoted wife, a doating mother) ; lui, un homme intelligent, à l'esprit vif, assez froid et pragmatique, avec parfois de la brusquerie envers sa femme et des accès de mauvaise humeur, mais aimant par-dessus tout la vie de famille (domestic). Le couple, uni par une profonde affection, a cinq enfants dont il s'occupe attentivement : Henry, âgé de six ans, est suivi de John, Bella, George et la petite dernière, Emma, âgée de quelques mois au début du roman. Grâce à la présence maternelle d'Isabella, leur demeure londonienne est un home chaleureux et hospitalier, où Mr Knightley, lorsqu'il est tombé amoureux d'Emma, s'invite, « pour apprendre à être indifférent ».
Leur bonheur domestique, qu'il a alors du mal à supporter, est une préfiguration un peu pâle de celui que Jane Austen prépare au dénouement pour ses deux personnages principaux, une fois éclaircis les malentendus qui les séparent. Car, de même qu'Emma est consciente des défauts de son beau-frère, Mr Knightley voit ce qui la rend si nettement supérieure à sa sœur ainée (Isabella was too much like Emma-- differing only in those striking inferiorities, which always brought the other in brilliancy before him).

### Les Croft
Dans Persuasion, deux couples sont présentés comme particulièrement heureux. Il y a les époux Harville, à Lyme Regis, qui offrent une hospitalité généreuse, à la « séduction enchanteresse » (bewitching charm), et une image de parfaite entente et de bonheur partagé. Il y a surtout l'amiral Croft et sa femme, qui forment un couple que Jane Austen présente comme le parfait modèle du mariage heureux. Inséparables en toutes circonstances, ils sont la preuve qu'un « companionate marriage » a toutes les chances de permettre l'épanouissement des deux époux et qu'une union rapidement engagée peut aussi être heureuse, quand chacun a un caractère facile à vivre, même si Mrs Croft remarque en plaisantant : « Si Miss Elliot venait à apprendre avec quelle rapidité nous nous sommes entendus, jamais elle ne pourrait croire que nous puissions être heureux ensemble ».
Anne Elliot et Frederick Wentworth ont d'ailleurs beaucoup à apprendre de Sophy et de son amiral de mari, Wentworth surtout, dont la sœur critique assez vivement les idées traditionalistes, en particulier sur l'attitude à avoir envers les membres de l'autre sexe, « comme si les femmes étaient toutes des belles dames (fine ladies) et non des créatures rationnelles ! »
Bien que les Croft n'aient rien du couple romantique (ils sont mariés depuis quinze ans, il souffre de goutte, elle a la peau rougie et tannée par les années passées en mer), ils sont très attachés l'un à l'autre et présentent « une image de bonheur particulièrement attirante » pour Anne. Elle trouve « irrésistibles la bonté de cœur, la simplicité de caractère », l'attitude si franche et directe de l'amiral, et admire leur façon de déambuler ensemble dans Bath en « joyeuse indépendance ».
Leur couple fonctionne en véritable partenariat, ayant clairement dépassé les frontières des domaines réservés : alors que son mari semble plutôt rêveur et peu méthodique, Mrs Croft, avec son esprit pratique, ses manières ouvertes et décidées, a investi avec naturel la sphère masculine ; elle redresse adroitement les guides du cabriolet qu'il conduit autour de Kellynch, montre de réelles connaissances économiques lors de la location de Kellynch et, lors de rencontres d'officiers (little knot of the navy) au hasard des rues de Bath, participe pleinement à la conversation, l'air aussi entendu et pénétrant que ses compagnons : « looking as intelligent and keen as any of the officers around her ».

## «Félicité conjugale»
Comme l'exprime la narratrice de Persuasion : « Lorsque deux jeunes gens se mettent en tête de se marier, il est assez certain qu'ils se marieront s'ils font preuve de persévérance, quand bien même ils seraient pauvres, ou imprudents, ou si faible que soit la probabilité que chacun soit fondamentalement indispensable à la félicité de l'autre ».
Elizabeth Bennet l'avait déjà dit : « Puisque nous voyons tous les jours que, lorsqu'ils s'aiment, les jeunes gens sont rarement retenus de s'engager par leur manque de fortune dans l'immédiat, comment puis-je promettre d'être plus raisonnable que tant de mes semblables si je suis tentée, ou comment saurai-je si la sagesse consiste à résister ? Tout ce que je puis promettre est de ne pas me hâter ». Les héroïnes austeniennes, finalement, se montrent presque toujours assez raisonnables pour « ne pas [se] hâter » et tomber amoureuses de l'homme qui leur convient.

### Portrait du mari idéal

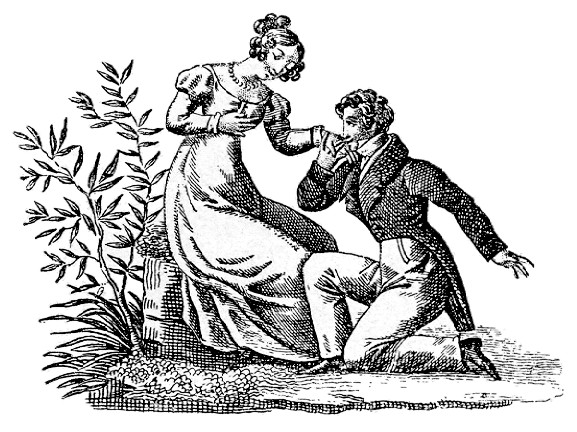
La demande en mariage (vers 1815).

Jane Austen se fait une idée précise de l'homme qui conviendra le mieux à chacune de ses héroïnes. Pour certaines, c'est la convergence de caractère : Jane Bennet et Charles Bingley sont « bien assortis, [leurs] caractères sont semblables » ; Elinor Dashwood et Edward Ferrars ont tous deux des goûts simples, de l'humour et un esprit rationnel ; Fanny Price et Edmund Bertram ont des goûts communs, une confiance réciproque, un respect mutuel et les mêmes valeurs morales ; Frederick Wentworth découvre en Anne Elliot le même esprit de décision qui le caractérise, Marianne et Brandon possèdent le même caractère romanesque.
Il y a aussi un enrichissement (psychologique, moral, intellectuel) réciproque : Jane la raisonnable saura endiguer le côté impulsif de Bingley et renforcer sa confiance en soi ; Elizabeth apportera de la légèreté, « a little more liveliness », à un époux trop noblement correct, comme Marianne Dashwood rend vivacité et humeur gaie au triste colonel Brandon. Charles Bingley, à vingt-trois ans, et Franck Churchill, à vingt-cinq, se gagnent le cœur de femmes à peine plus jeunes qu'eux, mais de plus de maturité et plus intelligentes. Dans certains cas, la jeune femme apparaît comme le personnage moralement le plus solide du couple, ce qui est le cas d'Elinor Dashwood et de Fanny Price, qui sauront soutenir leur mari dans leur profession. Car les personnages masculins aussi ont des défauts à corriger pour obtenir la main de l'héroïne : Darcy et Wentworth ont trop d'orgueil, Edmund Bertram et Edward Ferrars tombent d'abord amoureux de femmes immorales. Même Mr Knightley, qui, comme son nom l'indique, frise la perfection, doit prendre conscience, à travers la jalousie qu'il éprouve envers Franck Churchill, de son amour pour Emma Woodhouse.
De même qu'elle précise leurs revenus, la narratrice donne toujours l'âge de ses personnages principaux, et si, dans la plupart des cas, leur différence d'âge tourne autour de six ou sept ans, quoique le capitaine Wentworth n'ait que trois ans de plus qu'Anne Elliot, Emma Woodhouse et Marianne Dashwood épousent des hommes nettement plus mûrs et plus âgés qu'elles, de seize ans pour Mr Knightley, dix-huit pour le colonel Brandon.
Le mari choisi a parfois un aspect enseignant et protecteur, comme Henry Tilney, plus cultivé et plus expérimenté que Catherine Morland, l'héroïne de Northanger Abbey ; comme Robert Martin, dans une certaine mesure, qui, en épousant la jeune, naïve et ignorante Harriet Smith, une enfant illégitime, lui offre honorabilité, sécurité, stabilité et occasion de progresser (security, stability, and improvement). Dans deux romans, le futur époux a vu grandir la jeune fille, voire participé à sa formation : il s'agit d'Edmund Bertram pour Fanny et Mr Knightley pour Emma. Ce rôle de mentor auprès de leur jeune épouse pose question aux critiques : pourquoi donc Jane Austen choisit-elle souvent pour ses héroïnes les plus brillantes des hommes qui sont plus des pères ou des frères que des amoureux ? Est-ce que ce sont les seuls, dans leur entourage, à être assez sensibles pour les comprendre ou être dignes d'elles ?
Femmes « rationnelles », intelligentes et en général cultivées, les héroïnes austeniennes ont en effet besoin, pour leur épanouissement personnel, de maris intellectuellement à leur niveau, qu'elles puissent respecter et « considérer comme des êtres supérieurs », qui ne se contentent pas d'être des amoureux, mais soient capables de reconnaître, d'apprécier, d'encourager leurs réelles qualités. Certes, elles sont loin d'être parfaites, elles commettent même parfois de grossières erreurs en se fiant à leurs sentiments ou leurs capacités intellectuelles, mais elles apprennent de ces erreurs-mêmes, montrant par là cette intelligence et ce bon sens qui les rendent dignes d'être aimées.

### Éléments nécessaires

#### Compatibilité et délicatesse des sentiments
N'importe quoi plutôt que de se marier sans amour !
« Oh, Lizzy! do anything rather than marry without affection ! », est un cri du cœur de Jane Bennet lorsqu'elle apprend que sa sœur et Darcy se sont fiancés. Cette « devise » est respectée par Elizabeth, qui a rejeté au nom de ce principe la demande de Mr Collins puis la première de Mr Darcy, par Fanny Price qui a repoussé celle de Henry Crawford, par Anne Elliot, qui a refusé Charles Musgrove. 

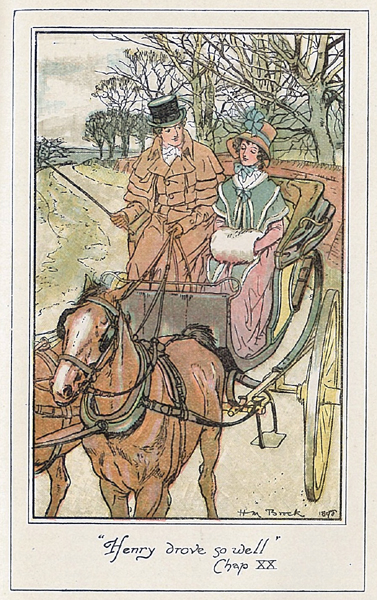
Lorsqu'il s'est rendu compte de son penchant pour lui, Henry Tilney a commencé à sérieusement penser à Catherine (H. M. Brock, 1898).

Le choix de l'héroïne est libre, jamais dicté par des impératifs économiques, seulement par le fait que le héros est rendu aimable par ses qualités morales et personnelles. Équilibre entre le mariage fondé sur la seule attirance sexuelle (imprudent) et le mariage intéressé (mercenary), le mariage heureux est fondé sur l'affection et l'estime, ou encore la gratitude. Si les personnages éprouvent un amour profond (strong feelings), comme Elinor Dashwood, Fanny Price, Anne Elliot, voire romantique (love, ardent love), celui de Brandon pour Marianne, de Darcy pour Elizabeth, il n'a rien du coup de foudre ni de l'amour fou. Edmund Bertram a longtemps considéré Fanny comme une petite sœur puis une confidente de ses peines de cœur ; Henry Tilney s'est simplement laissé toucher par la juvénile et naïve admiration de Catherine Morland, (« a persuasion of her partiality for him ») ; c'est sa jalousie envers Frank Churchill qui a fait comprendre à Mr Knightley ses réels sentiments pour Emma, et le regard d'admiration de Mr Elliot à Lyme Régis, qui a ranimé l'amour de Wentworth pour Anne.
Darcy, d'ailleurs, a commencé par dénigrer Elizabeth avant de découvrir  qu'« elle l'attirait plus qu'il ne l'aurait voulu », et Elizabeth l'a rejeté avant même qu'il ait commencé à songer à elle. Elle y fait allusion lorsqu'il veut savoir pourquoi elle repousse sa demande en mariage « avec si peu d'effort de politesse » (« I might, perhaps, wish to be informed why, with so little endeavour at civility, I am thus rejected »). Sa réponse montre que, si la pensée du mariage était forcément présente à son esprit lorsqu'elle a fait sa connaissance, « je n'ai, lui dit-elle, pas mis un mois avant de me rendre compte que vous étiez le dernier homme au monde qu'on aurait pu me convaincre d'épouser ». Avant même toute sollicitation, elle l'avait rejeté à cause des défauts qu'elle lui voyait : l'arrogance, la suffisance, le mépris égoïste des sentiments d'autrui. Elle attend plus de délicatesse de la part de l'homme qu'elle acceptera d'épouser.
Une « carte du Tendre »
Jane Austen présentant les mariages basés sur la seule attirance sexuelle comme voués à l'échec, celle-ci n'est donc jamais explicite entre les héros. Le désir reste masqué, seules les qualités morales et intellectuelles apparaissent, seuls les sentiments s'expriment. Mais l'apparence physique a son importance : si les mauvais garçons, Willoughby, Wickham, Crawford, en particulier, ont du charme, les prétendants sérieux, Mr Darcy, Mr Knightley, le capitaine Wentworth, ont une très forte présence, une noble prestance. Et si l'on rougit, si l'on perd contenance, si les yeux brillent et les regards se croisent parfois avec intensité, seuls les cœurs s'expriment dans les paroles échangées le long de l'allée tranquille où les personnages s'isolent le plus souvent pour s'avouer leurs tendres sentiments et formuler leur engagement, loin des oreilles indiscrètes.
L'amour grandit très progressivement, voire insensiblement. Ainsi, lorsqu'Elizabeth lui demande comment il a pu s'éprendre d'elle, Darcy utilise l'image du chemin : « Il y a trop longtemps. J'étais déjà à mi-chemin avant même de me rendre compte que je m'y étais déjà engagé » (« It is too long ago. I was in the middle before I knew that I had  begun »). Ou comme elle l'a dit elle-même à Jane  :  « C'est venu si progressivement que c'est à peine si je sais quand ça a commencé ».  Edward Ferrars ne dit pas autre chose à Elinor, lorsque Lucy Steele lui a rendu sa parole et qu'il vient lui demander sa main : « J'avais conscience de vous admirer, mais j'étais persuadé que ce n'était que de l'amitié ; et je n'ai compris jusqu'à quel point j'étais allé que quand j'ai commencé à faire des comparaisons entre Lucy et vous ». La narratrice se refuse même à préciser le temps qu'il aura fallu à Edmund Bertram pour cesser de penser à Mary Crawford et « être aussi impatient d'épouser Fanny qu'elle-même pouvait le souhaiter », signalant que « cela a pris exactement le temps qu'il fallait, et pas une semaine de moins ».
L'amour surmonte des épreuves et résiste au temps. En général l'intrigue s'étale sur un an au moins, voire davantage ; la romancière laisse ainsi tout le temps nécessaire à chacune de ses héroïnes pour découvrir et évaluer les qualités de son futur mari.
Car dans le monde de Jane Austen l'amour vrai a toujours une base raisonnable, voire rationnelle, comme le dit Elizabeth avec humour, en analysant ce qui a pu rendre Darcy amoureux d'elle : « Le fait est que la politesse, la déférence, les attentions empressées vous fatiguaient. Ces femmes dont les propos, l'allure et les idées ne visaient qu'à votre seule approbation vous écœuraient. Je vous ai réveillé, je vous ai intéressé, parce que j'étais si différente d'elles. Si vous n'étiez pas réellement aimable, vous m'auriez détestée pour cela ; mais […] au fond de vous, vous aviez le plus profond mépris pour les jeunes personnes qui vous courtisaient avec tant d'assiduité. Voilà. Je vous ai épargné la peine de vous expliquer ; et, finalement, tout bien considéré, je commence à penser que tout cela est parfaitement raisonnable. Pour sûr, vous ne saviez rien de vraiment bien à mon sujet… mais on ne se préoccupe pas de cela quand on tombe amoureux ».
Malgré sa tendance à la moquerie, Elizabeth, à la différence de Caroline Bingley,  s'est toujours montrée vraie et sincère, ce qu'un homme qui a « toujours eu la dissimulation en horreur » ne pouvait qu'apprécier.

#### Compatibilité sociale et ... financière
Jane Austen, qui vit dans une société pragmatique et mercantile, ne manque jamais, par souci de réalisme, de signaler les moyens d'existence dont dépend non le bonheur mais le confort matériel de ses héroïnes. Si les jeunes filles se marient souvent dans leur propre classe sociale avec de parfaits gentlemen éduqués, aussi complexes (intricate, dirait Elizabeth Bennet) et intelligents qu'elles, qu'ils soient propriétaires terriens (landlords) ou clergymen, il y en a fort peu, en réalité, auxquelles elle offre une opulence digne d'un « conte de fée ».

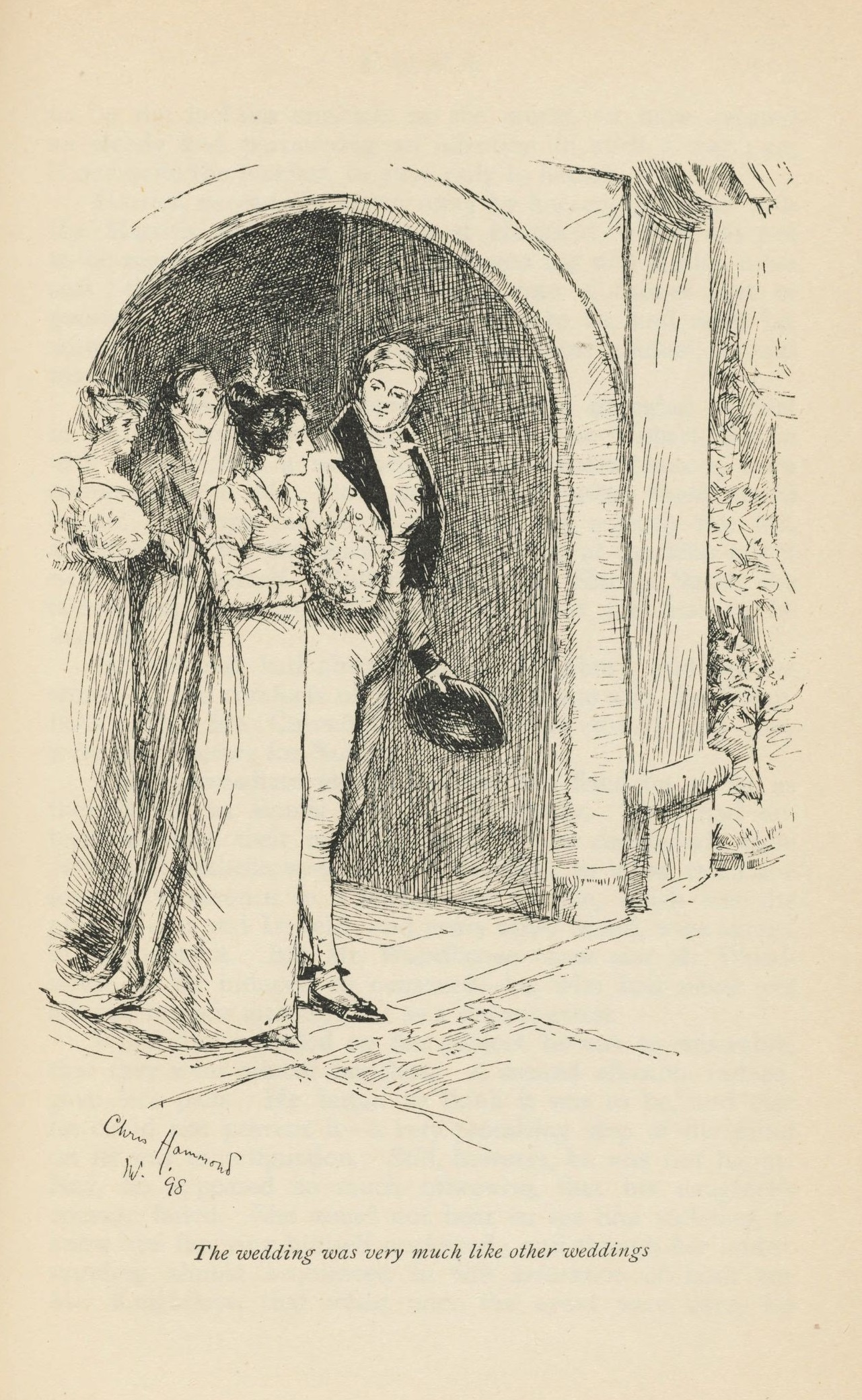
Un mariage simple et sans prétention, mais promesse de « bonheur parfait », pour Emma et Mr Knightley. (Chris Hammond, 1998)

##### Des revenus suffisants pour bien vivre
La richesse des jeunes ménages est très variable, mais toujours considérée au moins comme suffisante pour leur bonheur personnel.
En effet l'éventail des revenus présentés est très large.
Certains sont relativement modestes, en particulier ceux des clergymen. Elinor Dashwood et Edward Ferrars n'ont à eux deux que 350 £ de revenu annuel : les intérêts de leurs avoirs respectifs et le living (200 £) de la cure de Delaford, ce qui est un peu plus que ce qu'ont James Austen et Anne Mathiew lorsqu'ils se marient en 1792, et ils sont assez raisonnables pour admettre que c'est insuffisant pour vivre confortablement ; ils attendront sagement pour se marier que la riche Mrs Ferrars, son fils ayant fait amende honorable, condescende à débloquer 250 £ supplémentaires ;  Edmund Bertram et Fanny démarrent dans la vie avec 750 £ environ (le living de Thornton Lacey), avant de revenir, un an plus tard, occuper la cure de Mansfield, qui leur procure presque 1 000 £.
Jane Austen offrira à ses autres héroïnes des maris financièrement plus aisés. Grâce au prise money, le captain Wentworth s'est bâti une fortune personnelle de 25 000 £, lui fournissant un revenu annuel de 1 250 £ ; le domaine de Delaford rapporte 2 000 £ au colonel Brandon ; Henry Tilney, même renié par son père, a les revenus « of independence and comfort » de sa cure et la « very considerable fortune » héritée de sa mère, à quoi s'ajouteront les intérêts (120 à 150 £) de la dot de Catherine (3 000 £). Les autres ont des revenus très confortables : le capital de Charles Bingley lui rapporte environ 4 000 £ par an, et lui permettra ultérieurement de s'acheter une propriété ; il n'est pas précisé combien Donwell Abbey rapporte à Mr Knightley, mais Emma possède en propre 30 000 £ ; Mr Darcy, avec les 10 000 £ annuelles de Pemberley, est le seul à avoir des revenus vraiment exceptionnels.

##### Un changement de statut

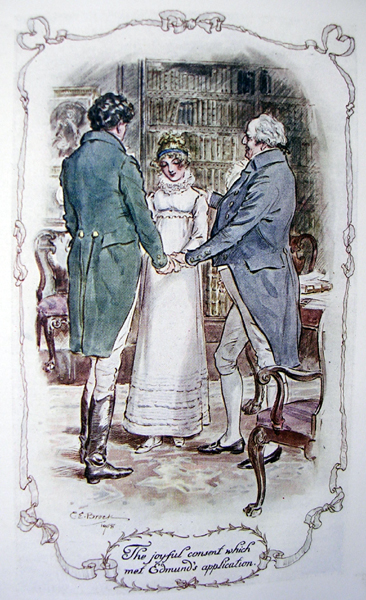
En acceptant Fanny comme épouse d'Edmund, Sir Bertram reconnaît sa valeur morale (C. E. Brock, 1908).

Les cas d'Elizabeth Bennet, Fanny Price et Anne Elliot sont un peu particuliers, car leur mariage les propulse dans un autre cercle social que leur cercle d'origine. Le mariage d'Elizabeth est le mariage le plus romanesque et le moins réaliste, avec, en outre, des aspects paradoxaux, le seul qui se rapproche d'un conte de fée. Cette union bouleverse les codes sociaux et en même temps « conforte les conventions de la comédie sentimentale ». À certains égards, elle est tout à fait conventionnelle puisqu'Elizabeth assure sa sécurité financière et son ascension sociale, mais elle rompt avec les règles de la société traditionnelle, ce qui lui confère un aspect légèrement subversif : Elizabeth, sans vraiment quitter sa classe sociale, se marie très au-dessus de sa condition et fait preuve d'une grande indépendance d'esprit, tandis que Darcy choisit de suivre ses sentiments plutôt que les principes qui régissent son monde et accepte de « déroger » en s'alliant à de grands commerçants, ce que la noblesse traditionnelle peut effectivement considérer comme une dégradation, une « pollution ». Isabelle Ballester soulève avec justesse la question de l'acceptation d'Elizabeth par la haute société londonienne. Lady Catherine n'exagère pas lorsqu'elle la menace d'ostracisme social et de mépris, car une mésalliance de cette sorte n'était jamais regardée d'un bon œil, même si la future épouse était bien dotée.
Fanny Price vient de la couche la plus basse de la classe moyenne — une famille à la limite de la pauvreté — mais elle assimile complètement l'éducation et les valeurs du milieu aisé dans lequel elle est transplantée et, par son comportement, s'en montre la digne héritière. Anne Elliot fait une mésalliance puisque, fille de propriétaire terrien, elle épouse un « nouveau riche » ; mais, si Wentworth a fait fortune grâce à l'argent des prises — fortune qui lui permet cependant d'être considéré avec un certain respect dans la société snob de Bath — il a aussi grimpé au mérite dans cette société grâce à sa grande valeur personnelle et, dans un monde en pleine mutation (on sort des guerres napoléoniennes), il représente l'avenir. D'ailleurs, au moment de l'épouser, Anne est moins affectée par la « disproportion dans leur fortune » que par « la conscience de ne pas avoir dans sa famille des personnes dont un homme intelligent puisse apprécier la compagnie » (« the consciousness of having no relations to bestow on him which a man of sense could value »).

#### Endogamie

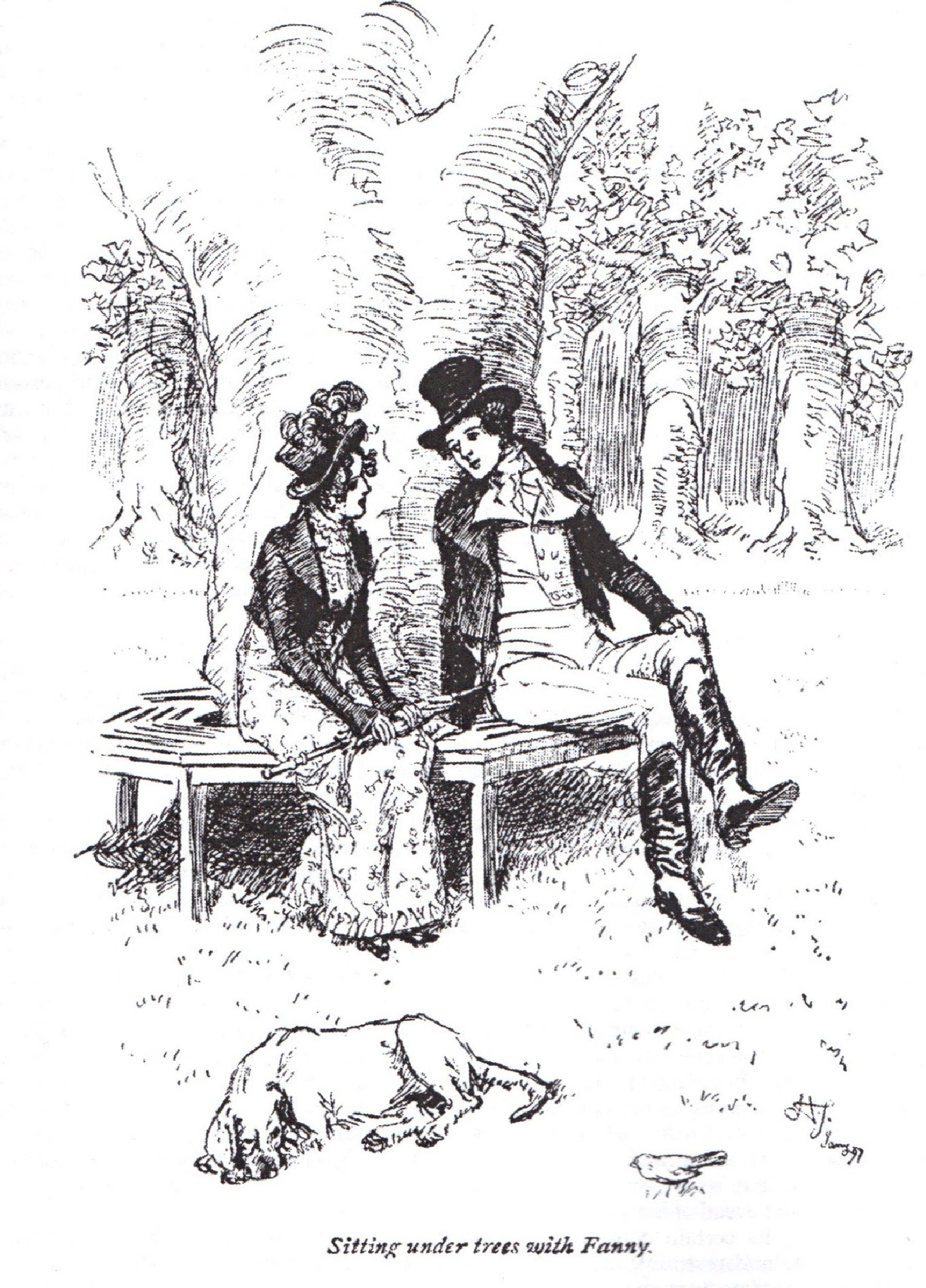
Dans Mansfield Park Fanny et Edmund expérimentent le passage de l'amour fraternel à l'amour conjugal (Hugh Thomson, 1897).

Le mariage entre cousins était une pratique assez répandue, on en a un exemple dans la famille de Jane Austen elle-même, puisque son frère Henry épouse en 1797 sa cousine germaine Eliza de Feuillide, jolie veuve de dix ans son aînée. Mais dans son œuvre elle ne présente que deux mariages endogames au sens le plus strict : dans Persuasion celui de Henrietta Musgrove avec son cousin (et camarade d'enfance) Charles Hayter et dans Mansfield Park celui d'Edmund Bertram qui, après l'avoir longtemps considérée et aimée comme une sœur, finit par épouser sa cousine germaine Fanny Price. Alors que ces sortes d'unions semblent répondre à l'intérêt des familles des classes aisées et aux attentes de la société, ses autres héros s'en détournent. Darcy n'a pas l'intention d'épouser sa cousine germaine, Miss de Bourgh ; Elizabeth Bennet refuse Mr Collins, l'héritier de Longbourn, comme Anne Elliot rejette la tentation de devenir la nouvelle Lady Elliot en épousant Walter Elliot, son cousin et héritier présomptif de Kellynch Hall : les héros austeniens ont assez de force de caractère pour résister à ce rational scheme et faire preuve d'autonomie.
Mais les relations sociales étant limitées à la fois par la distance et par le statut social des gens fréquentables, les personnages des romans de Jane Austen, compte tenu de leur style et de leurs conditions de vie, trouvent nécessairement leur conjoint dans un cercle humain et géographique extrêmement restreint, et leurs relations commencent souvent sur le mode de l'amitié fraternelle : Emma Woodhouse épouse l'ami attentif qui l'a vue grandir, Mr Knightley, le frère aîné du mari de sa sœur ; Elinor Dashwood tombe amoureuse du frère aîné de Fanny, la femme de John Dashwood, son demi-frère, dont elle fait connaissance lorsqu'il vient voir sa sœur après son installation à Norland ; Catherine Morland est présentée à Henry Tilney à son arrivée à Bath par Mr King, maître des cérémonies des Lower Rooms et il la traite bientôt avec la même affectueuse ironie que sa sœur Eleanor ; Jane et Elizabeth Bennet épousent deux amis venus un peu par hasard s'installer dans leur région pour la saison de la chasse. Certes, les mariages d'Anne Elliot et de Louisa Musgrove sont exogames, puisqu'elles épousent des marins, sans attaches terriennes ni connections dans l'aristocratie locale, mais la première a rencontré Frederick Wentworth en 1806, pendant le temps où, fraîchement promu au grade de commander « suite aux combats de Saint-Domingue », il logeait, désœuvré, chez son frère Edward, curé de Monkford, en attendant de se voir confier un navire, et Louisa se fiance à James Benwick qu'elle côtoie quotidiennement de très près pendant ses semaines de convalescence dans la petite maison des Harville à Lyme Regis.

### Angles d'approche et aboutissement
L'angle d'approche est différent selon les romans. Leur mariage peut être considéré comme une « récompense » pour les héroïnes, au terme de leurs épreuves, quoique certains critiques jugent celui d'Elinor Dashwood et Edward Ferrars décevant, et considèrent celui de Marianne avec le colonel Brandon comme une punition, voire un sacrifice à l'ordre social : sa maladie l'a domptée et elle se laisse convaincre par l'amicale pression familiale d'être la « récompense » de  toutes les qualités et de tous les chagrins du colonel. Et celui de Jane Bennet et Charles Bingley est terni par le sentiment de leur passivité à tous les deux devant l'épreuve de la séparation.

#### Épanouissement personnel
Mais ce qui est essentiel pour les héroïnes est leur épanouissement personnel, en l'absence de toute considération ambitieuse. C'est ainsi qu'Elizabeth Bennet rejette la demande en mariage du ridicule Collins, car elle sait bien qu'il ne peut la rendre heureuse, ni être heureux avec une femme comme elle, comme elle essaie de le lui expliquer : « You could not make me happy, and I am convinced that I am the last woman in the world who would make you so », mais aussi la première déclaration si insultante de Darcy. De même, Fanny Price repousse Henry Crawford qu'elle « ne peut pas aimer assez pour l'épouser » parce qu'elle est « intimement convaincue qu'elle serait malheureuse avec lui » (« so perfectly convinced that […] I should be miserable myself »), et Anne Elliot refuse de se laisser convaincre (« had left nothing for advice to do ») d'épouser Charles Musgrove qui ne peut rivaliser avec le souvenir qu'elle a gardé de Frederick Wentworth.
C'est Elizabeth qui exprime le plus nettement la notion de son intégrité et ce qu'elle attend du mariage, au cours de la discussion avec Lady Catherine où elle refuse fermement de repousser Darcy s'il demande sa main, résolue à agir de la manière qui assurera son bonheur, selon sa vision des choses, et sans consulter des personnes qui n'ont strictement aucun lien avec elle : « I am only resolved to act in that manner which will, in my own opinion, constitute my happiness, without reference to you, or to any person so wholly unconnected with me ».

#### Seconde chance

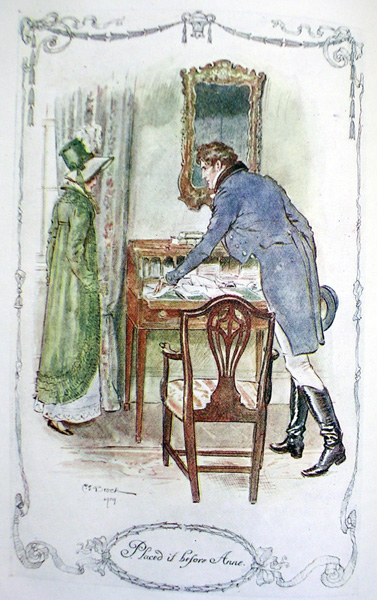
Frederick Wentworth signale à Anne la lettre qu'il vient de lui écrire.

C'est la chance que Darcy, une fois son orgueil vaincu, offre à Elizabeth Bennet, puisqu'il l'aime assez pour renouveler sa demande lorsqu'il a la quasi certitude que cette fois elle ne la rejettera pas, car, lui dit-il, « je vous connaissais assez pour être certain que si vous étiez absolument et irrévocablement décidée à me repousser vous l'auriez admis devant Lady Catherine, franchement et sans détour »  ; c'est aussi celle de Jane avec qui Bingley, qui ne l'a jamais oubliée, est heureux de renouer, avec la « permission » de Darcy ; c'est, à un autre niveau, celle de la jeune Harriet Smith qui a refusé une première fois Robert Martin, sous l'influence d'Emma, mais l'accepte lorsqu'il renouvelle sa demande, car, jeune fille au cœur tendre, elle « est incapable de longtemps résister à un jeune homme qui lui dit qu'il l'aime » (not likely to be very, very determined against any young man who told her he loved her).
Mais c'est surtout celle d'Anne Elliot et de Frederick Wentworth. À dix-neuf ans, Anne Elliot s'est laissé persuader, la mort dans l'âme, de rompre ses fiançailles avec le capitaine Wentworth, qui n'était pas assuré de faire fortune, et il a failli la perdre définitivement par orgueil : comme il le lui confessera, il a été humilié par cette rupture, et son amour-propre blessé l'a empêché de reprendre contact avec elle après ses premiers succès, car il était « orgueilleux, trop orgueilleux pour renouveler [sa] demande ». Alors qu'il réussissait brillamment dans sa carrière, remâchant son ressentiment, elle s'étiolait à Kellynch Hall et perdait la fraîcheur de la jeunesse, dans une morne vie de frustration et de renoncement. S'il est surpris lors de son retour, au bout de huit ans, de voir qu'Anne ne s'est pas mariée et d'apprendre qu'elle a même refusé un bon parti, il semble l'ignorer, « la trouvant si changée qu'il a failli ne pas la reconnaître », et lui en vouloir encore. Il s'affiche imprudemment avec Louisa Musgrove que tout le monde s'attend à le voir épouser. Et lorsque les fiançailles de Louisa avec le capitaine Benwick le libèrent, c'est pour voir Mr Elliot faire la cour à Anne. Si l'accident survenu à Lyme Regis l'a forcé à réfléchir, en comparant le comportement de Louisa et celui d'Anne, et finalement à oublier sa rancune dans son admiration renouvelée pour cette dernière, leur réconciliation finale à l'auberge du White Hart est le résultat de la longue conversation entre Anne et le capitaine Harville sur la fidélité comparée des hommes et des femmes, qui lui permet de comprendre enfin la véritable personnalité d'Anne. Admettant qu'elle lui est supérieure tant par l'esprit que par les mérites, il renouvelle sa demande, dans une lettre écrite à la hâte et transmise discrètement : « Ne me dites pas qu'il est trop tard, que de si précieux sentiments ont disparu à jamais. Je vous renouvelle mon offre, d'un cœur qui vous appartient peut-être plus encore que lorsque vous l'avez presque brisé il y a huit ans et demi. ».

#### Deuxième attachement

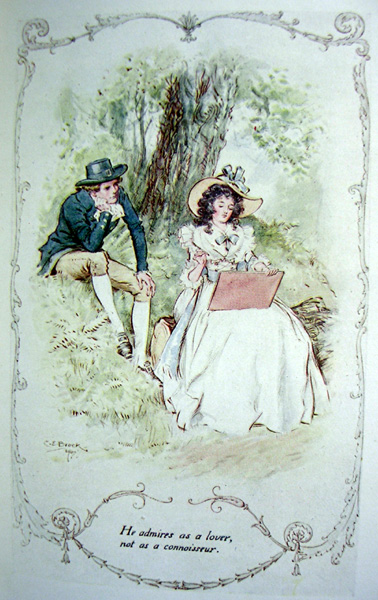
Edward Ferrars est tombé amoureux d'Elinor, alors qu'il s'était imprudemment fiancé à Lucy Steele.

Dans les romans sentimentaux de l'époque, l'idée qu'on puisse aimer plusieurs fois est repoussée avec indignation, le premier amour étant considéré par les lectrices romanesques comme toujours vivace, par delà l'abandon ou la mort. Marianne Dashwood, d'ailleurs, « n'approuve pas les seconds attachements […] ou plutôt considère qu'ils ne peuvent pas exister », opinion que sa sœur qualifie dédaigneusement de « all romantic », d'autant plus qu'elles sont filles d'un homme qui a connu un second attachement. Ils sont pourtant assez fréquents dans les romans de Jane Austen.
Elizabeth Bennet a commencé par éprouver une sympathie immédiate pour le fringant Wickham, et n'aurait pas, ensuite, dédaigné être courtisée par le colonel Fitzwilliam, avant d'éprouver progressivement « gratitude et estime » puis admiration et tendresse pour Darcy ; Marianne Dashwood elle-même a imprudemment et passionnément aimé le beau Willoughby avant de devenir, « avec le temps, aussi dévouée à son mari qu'elle l'avait été à Willoughby », et Louisa Musgrove, qui admire la Navy, s'attache au capitaine Benwick après son accident à Lyme Regis, « après avoir été sensible aux mérites du capitaine Wentworth ».
C'est aussi le cas pour plusieurs personnages masculins. Dans  Sense and Sensibility particulièrement, outre Henry Dashwood, dont le deuxième mariage fut heureux, il y a Edward Ferrars, qui a éprouvé à 20 ans une folle et vaine (foolish, idle) inclination pour Lucy Steele, la nièce de son précepteur, avant de rencontrer Elinor Dashwood ; et le colonel Brandon, tombé amoureux de Marianne dans son âge mûr, qui a passionnément aimé, lorsqu'il était très jeune, sa cousine Eliza au point d'envisager de s'enfuir en Écosse avec elle. Dans Mansfield Park Edmund Bertram est longtemps attiré par la très séduisante mais cynique Mary Crawford avant de remarquer que sa cousine Fanny est plus qu'une sœur pour lui ; dans Emma, le capitaine Weston a beaucoup aimé sa première épouse, morte lorsque son fils Franck était tout petit, avant de se remarier sur le tard, et seulement après avoir rebâti sa fortune, avec la « simple et raisonnable » Miss Taylor, et la jeune Harriet Smith tombe successivement amoureuse du nouveau pasteur, Mr Elton, puis du propriétaire de Donwell Abbey, Mr Knigthley, qui s'est montré si chevaleresque à son égard, avant de sagement répondre aux tendres sentiments du fermier de ce dernier, Robert Martin. Dans Persuasion enfin, si Charles Musgrove s'est tourné si facilement vers Mary Elliot, c'est parce qu'il avait, un certain temps auparavant, été éconduit par sa sœur, Anne Elliot, dont le cœur ne pouvait oublier Frederick Wentworth, tandis que le sentimental, et inconstant, James Benwick, qui avait « le cœur tendre » et le besoin d'aimer quelqu'un, se console du décès de sa fiancée, Fanny Harville, avec Louisa Musgrove.

#### Aboutissement
En se mariant, une jeune fille promet fidélité et obéissance à l'homme auquel elle abandonne son identité légale et toute la fortune qu'elle possède, quel qu'en soit le montant, en échange du statut respectable de femme mariée. Jane Austen, cependant, n'hésite pas à affronter les foudres des moralistes attachés à la conception traditionnelle du mariage, l'alliance entre deux familles, et suggère au contraire de laisser les jeunes gens écouter leur cœur, car, affirme le dernier chapitre de Persuasion, « il est assez certain qu'ils se marieront s'ils font preuve de persévérance ». Elle avait auparavant déclaré dans la conclusion de Northanger Abbey qu'une injuste interférence, en obligeant les amoureux à mieux se connaître et à renforcer leur attachement réciproque, favorise leur union (« the general’s unjust interference, so far from being really injurious to their felicity, was perhaps rather conducive to it, by improving their knowledge of each other, and adding strength to their attachment ») et que ce roman « tendait à récompenser la désobéissance filiale ».
Ses héroïnes ne deviendront certainement pas des épouses soumises et silencieuses, et leurs maris n'attendent sûrement pas cela d'elles. Au contraire, lorsqu'ils se marient à la fin du roman, les protagonistes ont appris à s'aimer, s'estimer, éprouver une confiance réciproque, dans une relation d'interdépendance et d'égalité. Jane Austen affirme que leur mariage sera heureux, mais, les abandonnant sur le seuil de leur vie conjugale, se garde bien d'en préciser le fonctionnement au quotidien.
Cependant tous ces mariages aboutissent, au terme du voyage spatial et psychologique des héroïnes, à inventer un « vivre ensemble » dans une famille recomposée, nouvelle communauté plus conforme à leur idée du bonheur : il y a celle qui se crée dans le Dorset autour des Brandon et des Ferrars entre le manoir et le presbytère tout proche de Delaford ; celle qui se forme dans le Derbyshire autour de Pemberley entre les Darcy et les Bingley, vivant à moins de trente miles les uns des autres, à laquelle les Gardiner sont « intimement » invités à participer. Le couple de Fanny et Edmund Bertram resserre les liens du clan familial de Mansfield Park, Catherine rejoint Henry Tilney dans le joli presbytère de Woodston dans le Gloucestershire. Le mariage d'Emma avec Mr Knightley renforce leur appartenance communautaire, puisque la jeune fille, non seulement épouse son beau-frère mais ne quitte pas sa maison natale du Surrey, son mari acceptant de venir vivre à Hartfield tant que Mr Woodhouse est vivant. Dans tous les cas, la qualité et la profondeur de l'union des protagonistes principaux est renforcée par l'amitié qui les lie aux autres membres de leur communauté.
Il s'agit dans tous les cas d'une petite communauté (le little platoon de Burke) vivant dans le cadre protégé de la propriété foncière traditionnelle, sauf dans Persuasion : Anne Elliot est la seule qui, en s'unissant (en 1815) à Frederic Wentworth, épouse un homme sans ancrage à terre et abandonne la landed gentry, sa classe sociale d'origine accrochée au passé et sclérosée. Mais, en s'alliant à un membre de la méritocratie navale, elle aussi peut rejoindre une communauté chaleureuse, le monde des marins dont elle a découvert la noblesse et la simplicité, et qui devient sa famille de cœur.

### Citations originales
1. ↑  « She had something to suffer, perhaps, when they came into contact again, in seeing Anne restored to the rights of seniority[14] ».
2. ↑  « When [Jane] is secure of [Bingley], there will be leisure for falling in love as much as she chuses »[36].
3. ↑  Texte original : « Happiness in marriage is entirely a matter of chance […] and it is better to know as little as possible of the defects of the person with whom you are to pass your life »
4. ↑  « You shall not […] change the meaning of principle and integrity, nor endeavour to persuade yourself or me that selfishness is prudence, and insensibility of danger, security for happiness »)[38].
5. ↑  « There was too much domestic happiness in his brother's house; woman wore too amiable a form in it ».
6. ↑  « If Miss Elliot were to hear how soon we came to an understanding, she would never be persuaded that we could be happy together »[122].
7. ↑  « When any two young people take it into their heads to marry, they are pretty sure by perseverance to marry, be they ever so poor, or ever so imprudent, or ever so little likely to be necessary to each other's ultimate comfort. »[14].
8. ↑  « I had not known you a month before I felt that you were the last man in the world whom I could ever be prevailed on to marry ».
9. ↑  « I felt that I admired you, but I told myself it was only friendship; and till I began to make comparisons between yourself and Lucy, I did not know how far I was got »[145].
10. ↑  Texte original : « I purposely abstain from dates on this occasion […] I only entreat everybody to believe that exactly at the time when it was quite natural that it should be so, and not a week earlier, Edmund did cease to care about Miss Crawford, and became as anxious to marry Fanny as Fanny herself could desire »)[146].
11. ↑  « The fact is, that you were sick of civility, of deference, of officious attention. You were disgusted with the women who were always speaking and looking and thinking for your approbation alone. I roused and interested you, because I was so unlike them. Had you not been really amiable, you would have hated me for it; but […] in your heart, you thoroughly despised the persons who so assiduously courted you. There -- I have saved you the trouble of accounting for it; and really, all things considered, I begin to think it perfectly reasonable. To be sure, you knew no actual good of me -- but nobody thinks of that when they fall in love »[147].
12. ↑  « I knew enough of your disposition to be certain, that had you been absolutely, irrevocably decided against me, you would have acknowledged it to Lady Catherine, frankly and openly »[167].
13. ↑  « Tell me not that I am too late, that such precious feelings are gone for ever. I offer myself to you again with a heart even more your own than when you almost broke it, eight years and a half ago »[173].